# 2013
2013 (MMXIII) a fost un an obișnuit al calendarului gregorian, care a început într-o zi de marți. A fost al 2013-lea an d.Hr., al 13-lea an din mileniul al III-lea și din secolul al XXI-lea, precum și al 4-lea an din deceniul 2010-2019. A fost desemnat:
- Anul Internațional al cooperării în domeniul apei.[1]
- Anul Internațional al quinoa.[1]
- Anul Internațional al statelor insulare mici.[1]
- Anul European al cetățenilor.[2]

## Evenimente

### Ianuarie

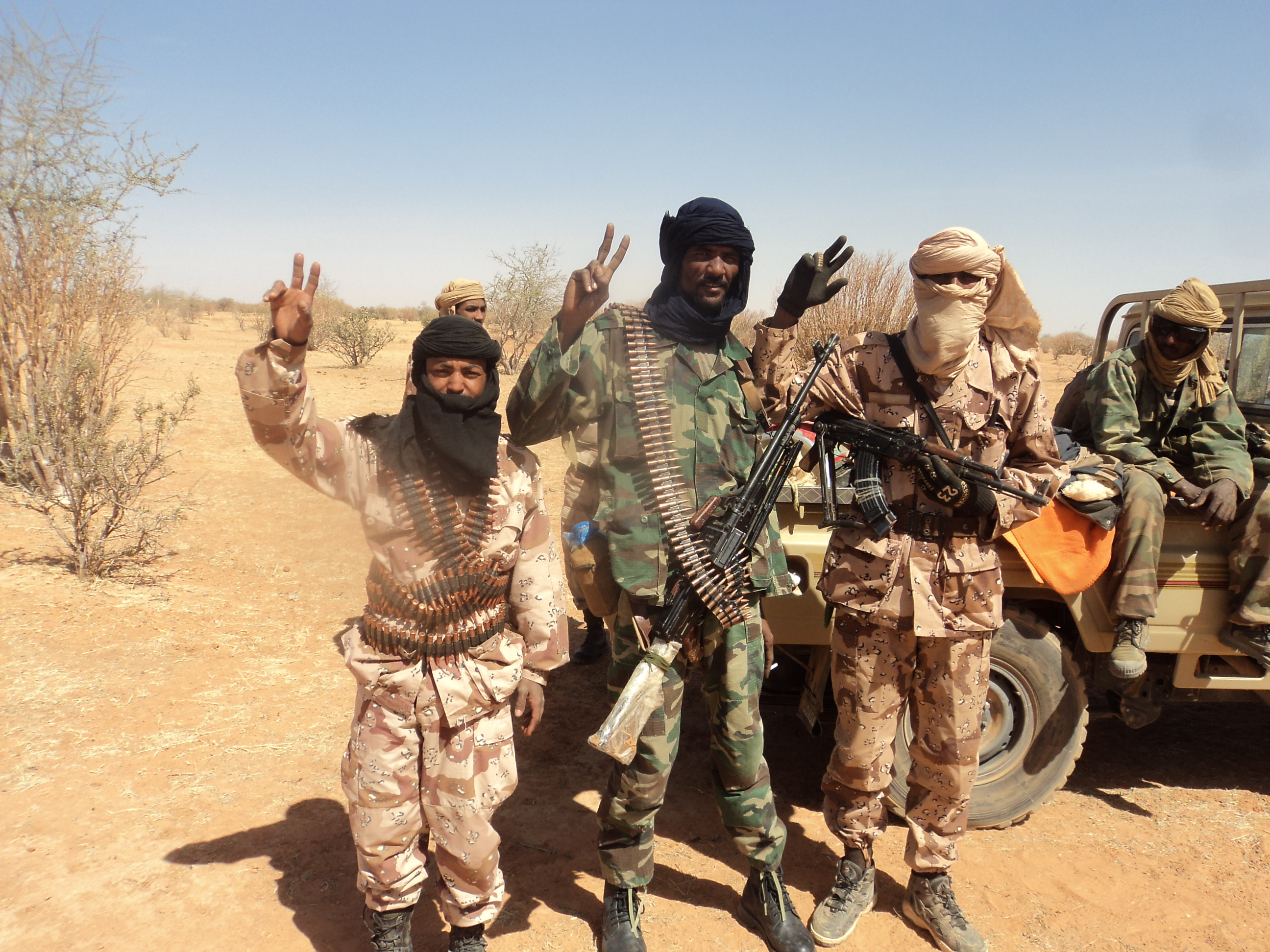
Rebeliunea tuaregilor islamici și Războiul din Mali succedate de criza ostaticilor din Algeria

- 1 ianuarie: Irlanda a preluat de la Cipru președinția Uniunii Europene.
- 1 ianuarie: Marsilia (Franța) și Košice (Slovacia) au devenit Capitale Europene ale Culturii.
- 1 ianuarie: Marea Britanie a preluat președinția G8.
- 2 ianuarie: Congresul american a adoptat proiectul de lege menit să ducă la evitarea așa-numitei "prăpăstii fiscale", respectiv a unor majorări de taxe și reduceri de cheltuieli care ar fi intrat automat în vigoare și care ar fi creat riscul intrării economiei Statelor Unite într-o nouă recesiune.
- 5 ianuarie: Un cutremur cu magnitudinea  de 7,7 grade Richter s-a produs în largul coastelor statului american Alaska.
- 11-12 ianuarie: Alegeri prezidențiale în Cehia.
- 15 ianuarie: Franța a trimis 2.500 de soldați în Mali, pentru a lupta împotriva grupurilor islamiste care ocupă nordul țării.
- 16 ianuarie: Este declanșată criza ostaticilor de la In Amenas, ca răspuns la deschiderea de către Algeria a spațiului său aerian pentru avioanele franceze care au atacat militanții din Mali. În schimbul siguranței ostaticilor de la instalațiile de gaze naturale operate de compania Sonatrach împreună cu firma norvegiană Statoil, situate în estul Algeriei, în apropiere de granița cu Libia, militanții islamiști cer încetarea operațiunilor militare franceze împotriva islamiștilor din Mali.
- 20 ianuarie: Începutul celui de-al doilea mandat de președinte al SUA al lui Barack Obama.
- 22 ianuarie: Alegeri legislative anticipate în Israel, după dizolvarea Parlamentului israelian în octombrie 2012.
- 23 ianuarie: Alegerile legislative anticipate în Iordania, după dizolvarea Parlamentului de către regele Abdallah al II-lea.
- 26 ianuarie: Miloš Zeman este ales președinte al Republicii Cehe.
- 28 ianuarie: Regina Beatrix a Țărilor de Jos a anunțat abdicarea ei în favoarea fiului său, Willem-Alexander, Prinț de Orania, la 30 aprilie 2013.
- 28 ianuarie: Proteste în Bulgaria.

### Februarie

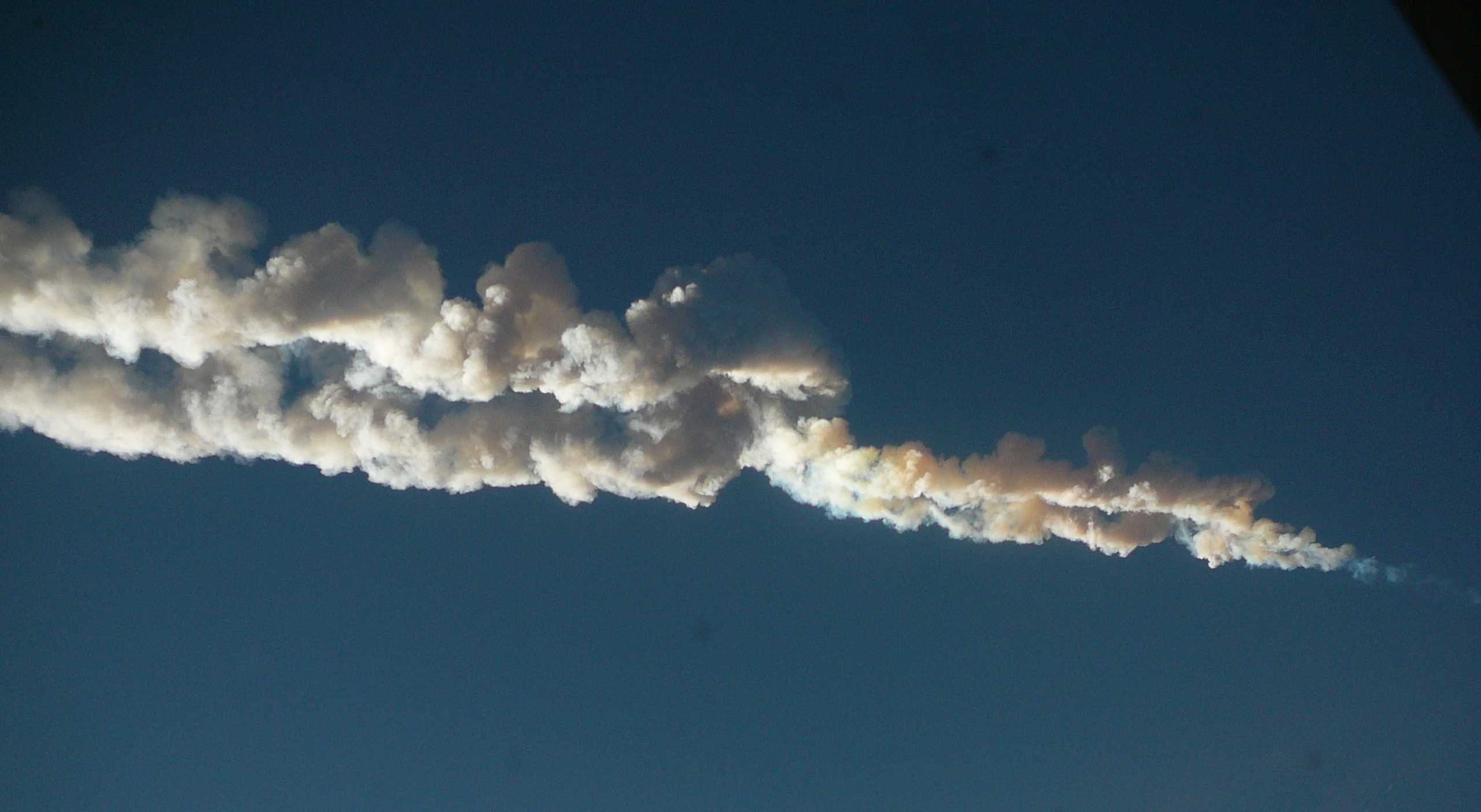
Urma meteoritului de la Celiabinsk

- 3 februarie: Alegerea Congresului Popular în Cuba.
- 7-17 februarie: A 63-a Berlinală, Festivalul internațional de film de la Berlin. Regizorul chinez Wong Kar Wai este președintele juriului.
- 7 februarie: Un cutremur cu magnitudinea de 8 grade Richter lovește Insulele Solomon, generând un tsunami care a ucis cel puțin 9 persoane.
- 11 februarie: Papa Benedict al XVI-lea și-a anunțat retragerea din funcție începând cu data de 28 februarie.
- 15 februarie: O ploaie de meteoriți a provocat explozii în stratul inferior al atmosferei deasupra regiunii Celiabinsk, Rusia.[3]
- 17 februarie: A 63-a ediție a Ursului de aur, marele premiu i-a fost acordat lui Călin Peter Netzer pentru filmul Poziția copilului.
- 20 februarie: NASA anunță descoperirea lui Kepler-37b, cea mai mică planetă care orbiteză în jurul unei stele similare cu Soarele.
- 20 februarie: Premierul Bulgariei, Boiko Borisov, a anunțat în parlament demisia guvernului său, în urma protestelor la nivel național împotriva prețurilor la energia electrică.
- 24 februarie: A 85-a ediție a premiilor Oscar. Argo obține Oscar pentru cel mai bun film și actorul Daniel Day-Lewis câștigă cel de-al treilea premiu Oscar pentru cel mai bun actor.
- 24 februarie-25 februarie: Alegeri parlamentare în Italia. Coaliția de centru-dreapta condusă de Silvio Berlusconi devansează forțele de centru-stânga în proiecțiile privind Senatul italian.
- 28 februarie: În urma retragerii papei Benedict al XVI-lea a survenit sedisvacanța Sfântului Scaun.

### Martie

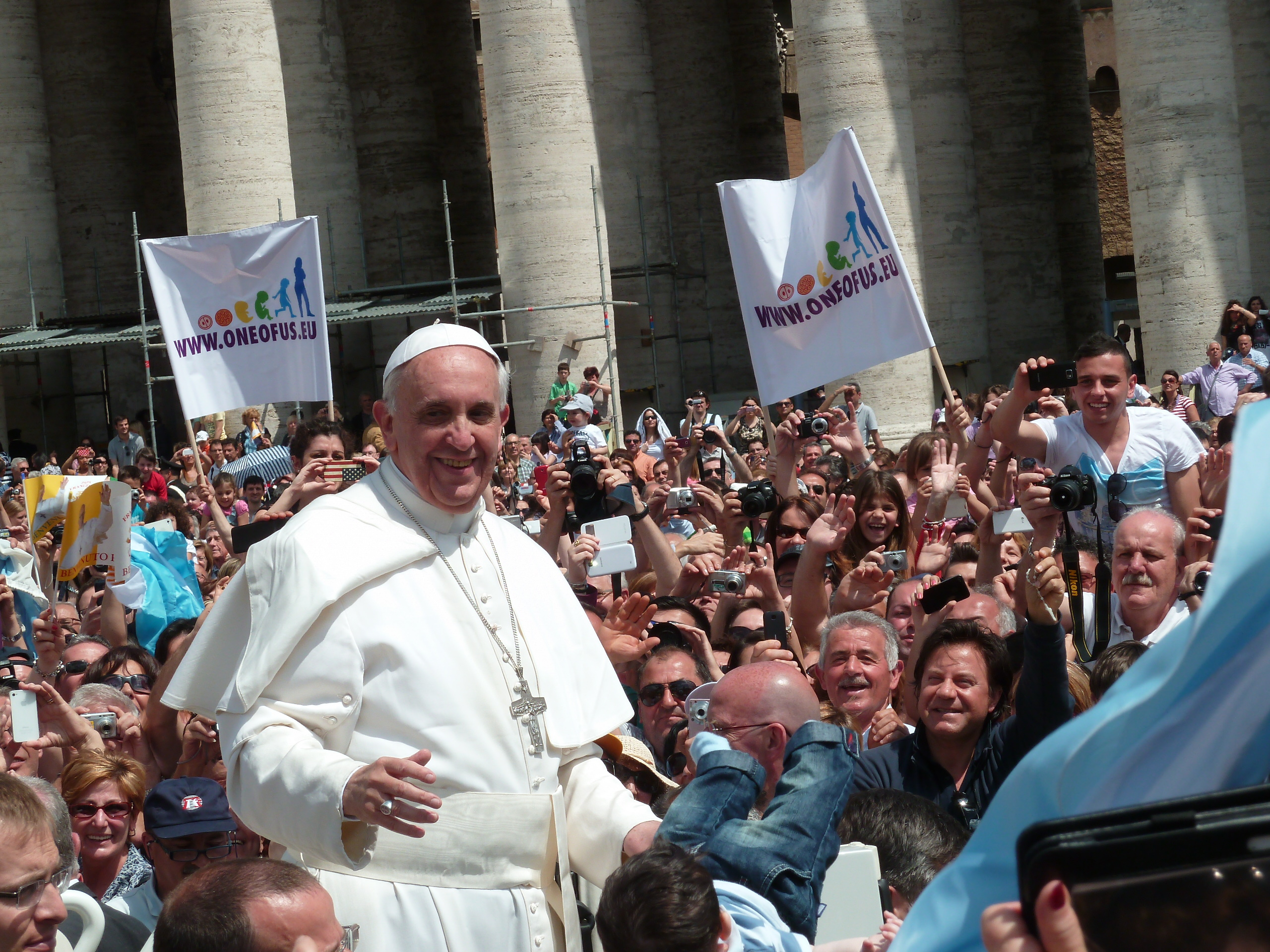
Papa Francisc

- 4 martie: Alegeri generale în Kenya.
- 5 martie: Republica Moldova: Guvernul condus de Vlad Filat a fost demis prin moțiune de cenzură adoptată de Parlament. Grupurile PD, PCRM (Partidul Comuniștilor) și deputații neafiliați au votat în favoarea moțiunii.
- 7 martie: Silvio Berlusconi a fost condamnat în primă instanță la un an de închisoare în procesul privind cumpărarea băncii Unipol, pentru divulgare de informații confidențiale.
- 9 martie: Oamenii de știință ruși anunță că au descoperit un tip cu totul nou de bacterii în apa lacului antarctic Vostok.[4][5] Trei zile mai târziu, rușii au revenit asupra informațiilor, anunțând că în mostrele recoltate nu se află vreo bacterie necunoscută până acum, ci, mai degrabă, e vorba despre niște agenți contaminanți.[6]
- 12 martie: A început Conclavul din 2013, de alegere a succesorului papei Benedict al XVI-lea.
- 13 martie: Cardinalul argentinian Jorge Mario Bergoglio a fost ales ca papă și și-a luat numele de Papa Francisc. Este primul papă latino-american al Bisericii Catolice.
- 13 martie: Parlamentul European respinge un buget al Uniunii Europene pentru prima dată în istoria sa.[7]
- 14 martie: Adunarea Națională Populară a Chinei (ANP) l-a ales pe Secretarul General Xi Jinping ca noul președinte al Republicii Populare Chineze, pe Li Yuanchao ca noul vice-președinte și pe Zhang Dejiang ca președinte al Comitetului permanent ANP.[8]
- 19 martie: Sute de mii de oameni participă la ceremonia de inaugurare papală pentru Papa Francisc în Piața Sf.Petru din Roma.
- 23 martie: Papa Francisc s-a întâlnit cu predecesorul său Benedict al XVI-lea la Castelul Gandolfo, reședința pontificală de vară aflată în sudul Romei, o întâlnire inedită în istoria Bisericii Catolice.
- 24 martie: Republica Centrafricană: Președintele François Bozizé este înlăturat după ce fuge în Republica Democrată Congo, debutând capturarea capitalei de către rebeli.
- 25 martie: UE oferă 10 miliarde € pentru a salva Cipru de la faliment. Împrumutul  de salvare va fi în mod egal împărțit între Mecanismul european de stabilizare financiară, Fondul european de stabilitate financiară, precum și de Fondul Monetar Internațional. Afacerea precipită o criză bancară la nivel național pe insulă.
- 25 martie: A 7-a ediție a Premiilor Gopo. Filmul Toată lumea din familia noastră a obținut premiul Gopo pentru cel mai bun film.
- 27 martie: Canada este prima țară care se retrage din Convenția Națiunilor Unite pentru combaterea Deșertificării.
- 27 martie: Coreea de Nord taie linia telefonică militară de urgență cu Coreea de Sud, la scurtă vreme după suspendarea ”telefonului roșu” dintre cele două guverne.

### Aprilie

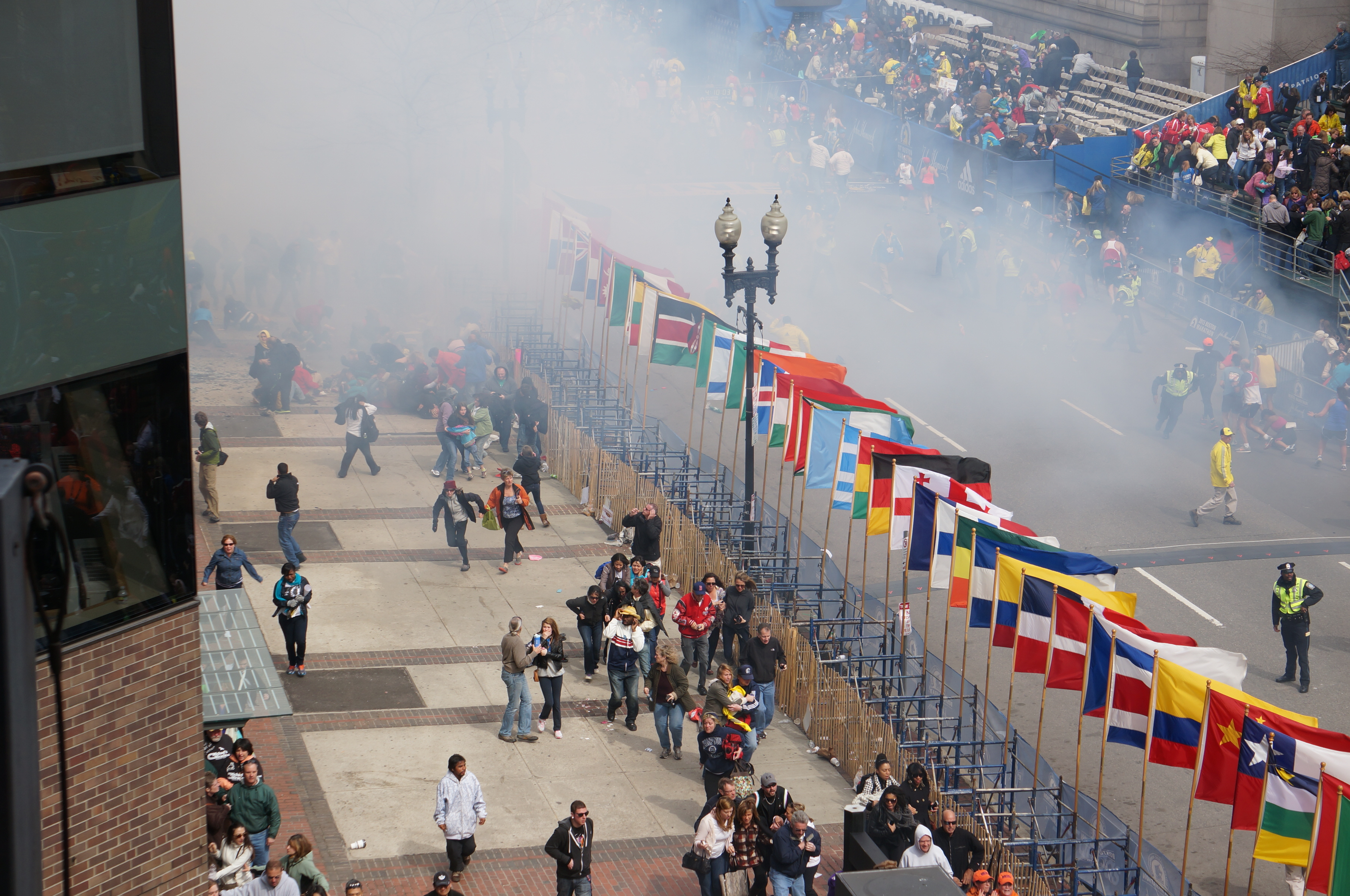
Atentatul la maratonul de la Boston

- 2 aprilie:  Adunarea Generală a Națiunilor Unite adoptă Tratatul privind comerțul cu arme pentru a reglementa comerțul internațional cu arme convenționale.
- 3 aprilie: Armata nord-coreeană a primit acordul de la Parlamentul Nord-Coreean pentru atacul nuclear asupra SUA.
- 5 aprilie: Guvernul nord-coreean anunță că "începând cu 10 aprilie va fi incapabil să garanteze securitatea ambasadelor și organizațiilor internaționale în țară, în eventualitatea unui conflict".
- 5 aprilie: Regina Elisabeta a II-a a Regatului Unit a fost recompensată cu un premiu BAFTA onorific pentru suportul pe care l-a acordat întreaga viață filmului și televiziunilor britanice, fiind declarată totodată și ”cea mai memorabilă fată Bond”, pentru apariția ei alături de Daniel Craig în clipul de promovare a Jocurilor Olimpice de la Londra din 2012.
- 8 aprilie: S-a stins din viață Margaret Thatcher, prima femeie prim-ministru al Marii Britanii.
- 15 aprilie: Atacul cu bombe de la maratonul din Boston - 3 morți și 183 de răniți.
- 16 aprilie: Cutremur în Iran cu magnitudinea de 7,8 grade Richter. Potrivit Russia Today autoritățile din Iran au confirmat 40 de morți în urma cutremurului, citând presa iraniană. Epicentrul a fost la 86 km de Khash, un oraș cu o populație de 56.000 de locuitori.
- 18 aprilie: 14 persoane au murit, iar peste 100 au fost rănite în urma exploziei unei fabrici din Texas.
- 19 aprilie: O rachetă Soyuz a lansat pe orbită o adevărată menajerie de șoareci, șopârle, melci și alte organisme vii pentru a efectua experimente științifice în vederea unui zbor spre Marte. Animalele au rămas pe orbită o lună și au revenit pe Pământ la 18 mai. Toate reptilele au supraviețuit, însă jumătate din șoareci au murit.
- 19 aprilie: Fostul președinte pakistanez Pervez Musharraf a fost arestat preventiv după ce a ieșit din exil.
- 20 aprilie: Giorgio Napolitano a obținut un nou mandat de președinte al Italiei, în cursul unui vot desfășurat în Parlament.
- 20 -21 aprilie: Un sesim de magnitudine 6,7 și o altă replică de 5,4 grade Richter a avut loc în Lushan, din regiunea Sichuan, din China: peste 203 morți și peste 11.500 de răniți.
- 24 aprilie: Bangladesh: Cel puțin 25 de morți și 500 de răniți în urma prăbușirii unei clădiri.
- 28 aprilie: Italia: Focuri de armă au fost trase rănind trei persoane, în fața Palatului Chigi, sediul guvernului, în momentul în care Cabinetul Letta depunea jurământul la Palatul Quirinal, alături de cei 21 de membri ai cabinetului său. Autorul atacului a fost de asemenea rănit.
- 28 aprilie: Violențe în provincia Xinjiang din China: Cel puțin 21 de morți, printre care și polițiști.
- 29 aprilie: Aproximativ 35 de persoane au fost rănite în urma unei explozii produse într-o clădire din centrul orașului Praga.
- 30 aprilie: Regina Beatrix a Olandei a abdicat, iar Willem-Alexander, Prinț de Orania a urcat pe tronul Țărilor de Jos ca regele Willem-Alexander al Olandei. Willem-Alexander este primul rege al Olandei de la moartea stră-stră-bunicului său în 1890, regele Willem al III-lea.

### Mai

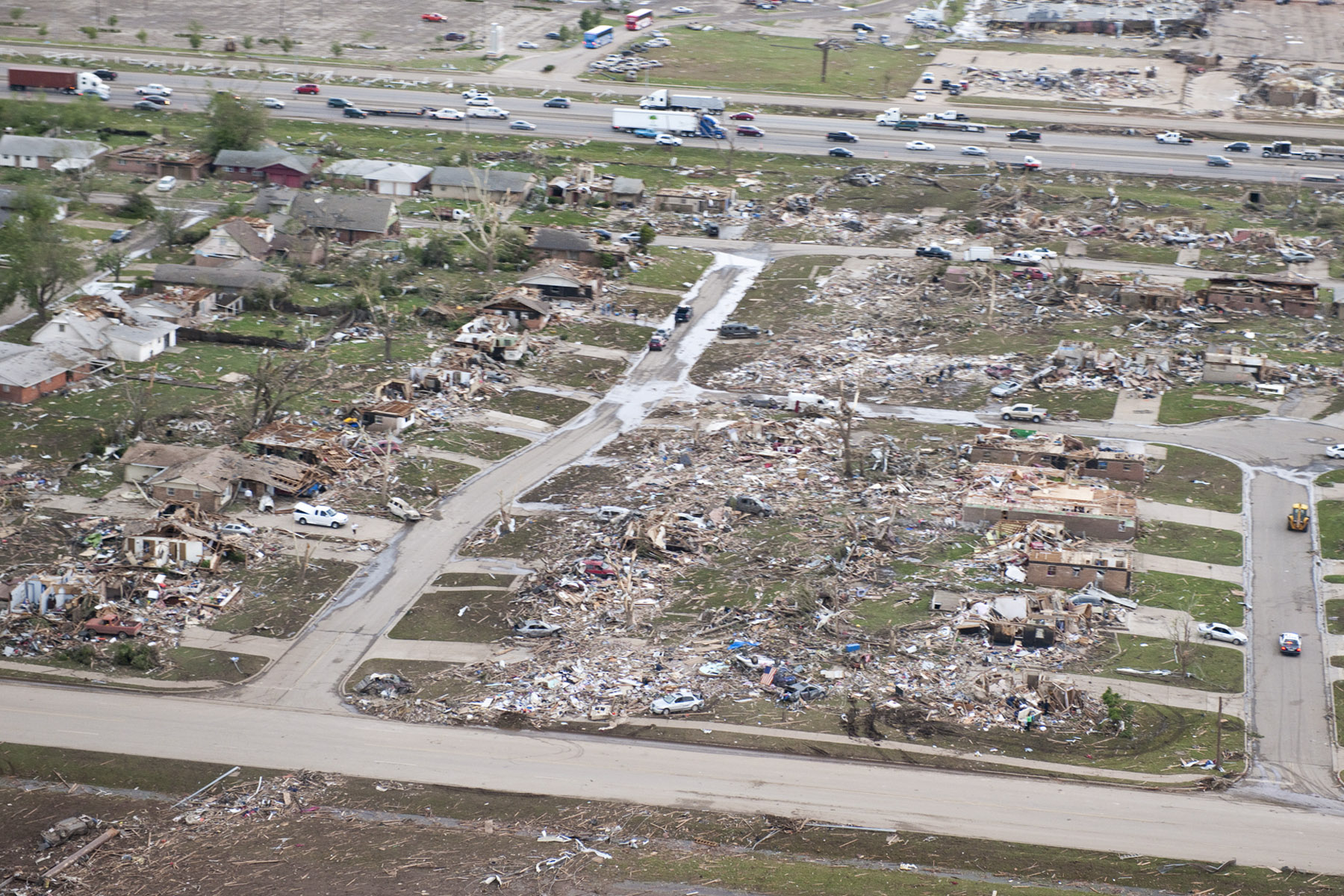
Pagubele provocate în Statul Oklahoma (SUA) de tornada Moore

- 10 mai: Justiția din Guatemala l-a condamnat pe fostul dictator Efrain Rios Montt, în vârstă de 86 de ani, la o pedeapsă cu închisoarea de 80 de ani, 50 de ani pentru genocid și 30 de ani pentru crime de război.
- 10 mai: La Palatul Elisabeta din București se sărbătorește Ziua Regalității. Din cauza stării de sănătate a soției sale, regele Mihai nu a participat.
- 11 mai: Un dublu atentat cu mașină capcană s-a soldat cu moartea a cel puțin 40 de persoane și rănirea a peste 100 în localitatea turcă Reyhanli, din sudul țării, în apropiere de Siria.
- 15 mai: Într-un studiu publicat în Nature, cercetători ai Universității din Oregon au demonstrat pentru prima dată că este posibil să se creeze celule sușă embrionare care să fie identice din punct de vedere genetic cu persoana de la care au fost prelevate.
- 15 mai: Telescopul Kepler a rămas blocat din cauza defectării unui mecanism care permite telescopului să se orienteze spre o direcție dată de pe bolta cerească. Telescopul Kepler, o misiune de 600 de milioane de dolari, a fost construit de NASA în 2009 și este primul telescop care a fost special construit pentru a căuta planete asemănătoare cu Terra, în alte sisteme solare din galaxia noastră, Calea Lactee.
- 15-26 mai: Festivalul de film de la Cannes: Blue Is the Warmest Colour regizat de Abdellatif Kechiche câștigă premiul Palme d'Or pe anul 2013.
- 18 mai: Pentru a-și stinge datoriile istorice față de China, dar și pentru a pune capăt unei dispute de frontieră care datează de pe vremea Rusiei țariste, Tadjikistanul a acceptat să cedeze o parte din teritoriile sale Chinei.
- 18 mai: Finala Concursului Eurovision 2013 a fost câștigată de Emmelie de Forest din Danemarca cu cântecul "Only Teardrops". România, reprezentată de Cezar Ouatu, s-a clasat pe locul al 13-lea.
- 19-20 mai: Statul Oklahoma, SUA a fost lovit de o tornadă care a ucis cel puțin 91 de oameni și a rănit cel puțin 145. În total 28 de tornade au fost raportate în Oklahoma, Kansas, Illinois și Iowa, potrivit Serviciului Național american de Meteorologie, Oklahoma și Kansas fiind statele cele mai afectate.
- 20 mai: Președintele din Myanmar, Thein Sein, vizitează Casa Albă, ca parte a vizitei sale în Statele Unite, prima a unui șef birman de stat în 47 ani.
- 31 mai: Asteroidul (285263) 1998 QE2 s-a apropiat la 5,8 milioane kilometri distanță de Terra, cea mai mică distanță față de Pământ pentru următorii 200 de ani.

### Iunie

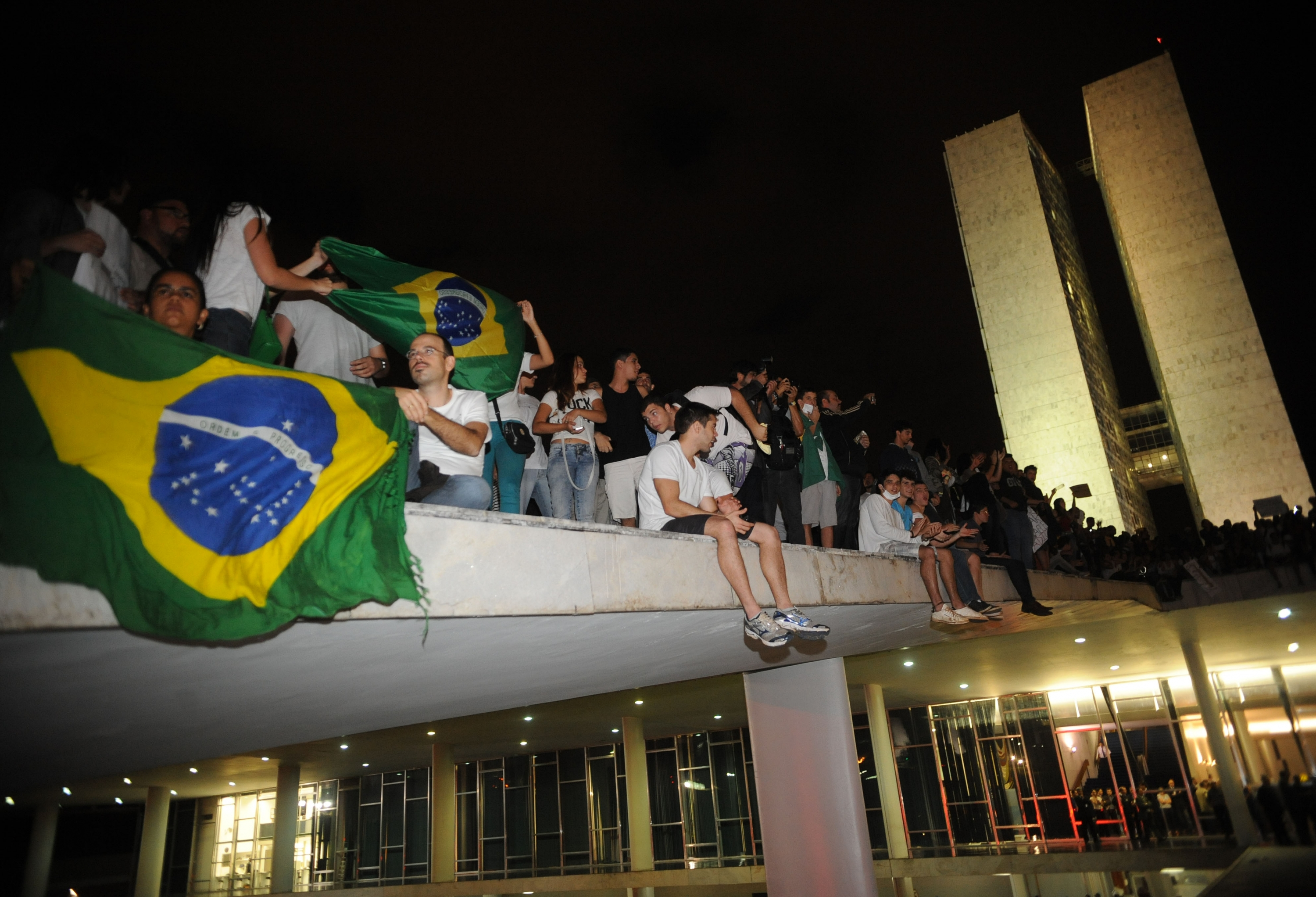
17 iunie: Protestele din Brazilia, Congresso Nacional

- 1 iunie: A doua zi consecutivă de proteste violente în Turcia după ce guvernul a anunțat că vrea să distrugă un parc din centrul Istanbulului ca să construiască un centru comercial. 939 de persoane au fost arestate și 79 de oameni sunt răniți.
- 5 iunie: Oamenii de știință au anunțat descoperirea celei mai vechi fosile de primată și, deci, cel mai vechi strămoș al omului, care a trăit în urmă cu 55 de milioane de ani: o maimuță de câțiva centimetri înălțime, care cântărea aproximativ 30 de grame, avea o coadă lungă și degete osoase. Strămoșul primatelor a fost botezat Archicebus achilles.
- 5 iunie: Specialiștii anunță descoperirea în Birmania a unei șopârle gigant care a fost denumită Barbaturex morrisoni, în onoarea solistului The Doors, Jim Morrison.
- 8 iunie: Căsătoria Prințesei Madeleine a Suediei, fiica cea mică a regelui Carl XVI Gustaf al Suediei, cu cetățeanul americano-britanic Christopher O'Neill, la capela Palatului Regal din Stockholm.
- 8 iunie: Sfârșitul celei de-a 12-a ediții a Festivalului Internațional de Film Transilvania; câștigător este filmul indian "Corabia lui Tezeu", de Anand Gandhi.
- 12 iunie: Guvernul grec a închis televiziunea publică ERT declarând că televiziunea este "un caz excepțional de lipsă de transparență și cheltuieli incredibile".
- 12 iunie: A murit cel mai în vârstă bărbat din lume, japonezul Jiroemon Kimura, în vârstă de 116 ani și 54 de zile.
- 13 iunie: celebra trupa sud coreeana Bangtan Boys, cunoscută la nivel mondial ca și BTS, debutează cu piesa No More Dream dim primul lor album 2 Cool 4 Skool
- 14 iunie: Alegeri prezidențiale în Iran pentru desemnarea succesorului lui Mahmud Ahmadinejad. Noul președinte iranian este Hassan Rohani, ales cu 50,68% dintre voturile exprimate.
- 14 iunie: Oamenii de știință au identificat un nou strat la corneea umană, denumit stratul Dua; este al șaselea al corneei și se află în spatele ochiului.
- 15 iunie: Reprezentanți din 24 de organizații județene ale PRM au participat la o ședință extraordinară a Consiliului Național, la care s-a decis revocarea președintelui partidului Corneliu Vadim Tudor și a conducerii PRM. C.V. Tudor a declarat că reuniunea e nestatutară, ilegală.
- 17 iunie: Prim-ministrul Republicii Cehe, Petr Nečas, a demisionat în urma unui scandal de corupție.[9]
- Inundații în Uttarakhand și Himachal Pradesh, India, peste 1.000 de morti și 20.000 de persoane blocate
- 20 iunie: Parlamentarii belaruși au votat un proiect de lege care prevede măsuri mai severe împotriva conducătorilor auto, care se urcă la volan după ce au consumat alcool. Documentul prevede, în special, confiscarea mașinii în cazul în care un șofer este surprins în stare de ebrietate la volan, inclusiv atunci când conducătorul auto nu este posesorul de facto al autoturismului, dacă șoferul respectiv a mai fost supus unor sancțiuni administrative în decurs de un an pentru o infracțiune similară.
- 23 iunie: Grav accident de circulație în Muntenegru, soldat cu moartea a 18 români și rănirea gravă a altor 29.
- 29 iunie: Cea de-a 100 ediție a Turului Franței.
- 30 iunie-6 iulie: A 50-a ediție a Turului României câștigată de ucraineanul Vitali Buț de la echipa Kolss Cycling Team.

### Iulie

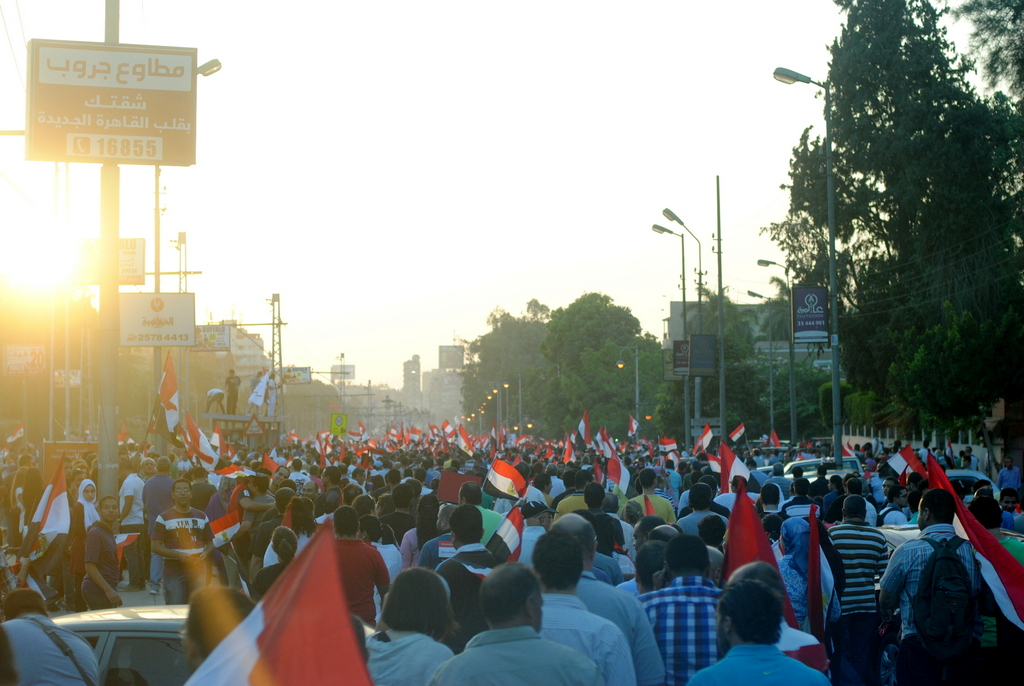
Proteste anti-Morsi în Egipt

- 1 iulie: Aderarea Croației la Uniunea Europeană care devine astfel cel de-al 28-lea stat membru.
- 1 iulie: Lituania preia de la Irlanda președinția Uniunii Europene.
- 1 iulie: Astronomul american Mark Showalter descoperă un nou satelit al planetei Neptun, S/2004 N 1.
- 3 iulie: Regele Albert al II-lea al Belgiei anunță că la 21 iulie va abdica din motive de sănătate. Va fi succedat de fiul său, Prințul Filip al Belgiei.
- 3 iulie: Mohamed Morsi a fost demis din funcția de președinte al Egiptului în urma unei lovituri de stat pe fondul protestelor de masă.
- 6 iulie: Zborul 214 al Asiana Airlines s-a prăbușit în timp ce ateriza pe Aeroportul Internațional San Francisco. Doi pasageri și-au pierdut viața. Acesta a fost primul accident mortal care a implicat un Boeing 777.[10][11]
- 7 iulie: Finala masculină de simplu de la Wimbledon este câștigată de scoțianul Andy Murray în fața sârbului Novak Djokovic. Murray devine primul britanic care câștigă Wimbledon de la Fred Perry în 1936.
- 19 iulie: Omar Hayssam este adus în România și predat Poliției pentru a fi încarcerat. El a fost condamnat la 20 de ani închisoare pentru terorism, fiind considerat responsabil de justiția română pentru răpirea ziariștilor români în Irak, în 2005.
- 19 iulie: Alpiniștii români Zsolt Torok, Marius Gane, Aurel Salasan și Teo Vlad au reușit, în premieră românească, să cucerească vârful pakistanez Nanga Parbat, înalt de 8.125 m.
- 19 iulie-4 august: Campionatul Mondial de Natație de la Barcelona, Spania.
- 21 iulie: Un cutremur cu magnitudinea de 6,6 grade Richter lovește provincia Gansu, China, omorând cel puțin 22 de persoane și rănind sute.
- 21 iulie: Prințul Filip al Belgiei a devenit rege al belgienilor în urma abdicării tatălui său, Albert al II-lea al Belgiei.
- 24 iulie: Un accident grav de tren a avut loc în orașul Santiago de Compostela din Spania, soldându-se cu zeci de victime.

### August

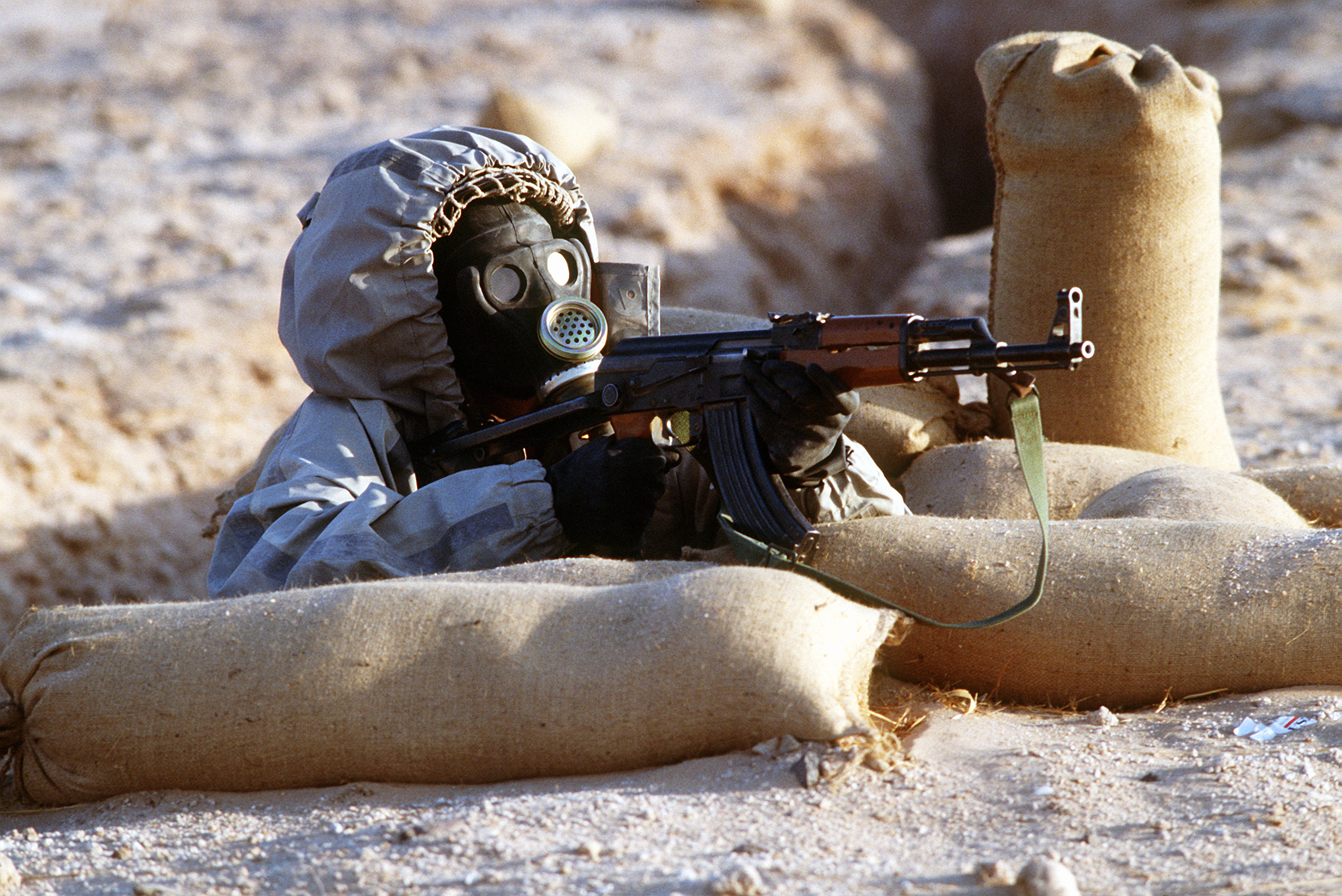
Atacurile chimice din Siria

- 3 august: În controversatele alegeri prezidențiale din Zimbabwe, Robert Mugabe a fost declarat câștigător cu 61% din voturile exprimate, extinzând perioada de când e la putere la 33 de ani.
- 4 august: În Casa Parlamentului, Hassan Rouhani este inaugurat oficial ca președinte al Iranului și anunță membrii cabinetului său.
- 4 august: Statele Unite închid 22 de ambasade din Orientul Mijlociu și Africa de Nord pe fondul  amenințărilor teroriste Al-Qaeda. De asemenea, Marea Britanie, Franța și Germania își închid ambasada din Yemen iar Canada ambasada din Bangladesh.
- 6 august: Potrivit raportului anual privind clima, publicat de Agenția Americană Oceanică și Atmosferică (NOAA), anul 2012 se numără printre cei mai călduroși zece ani de pe planetă, cu o topire record a ghețurilor arctice și emisii fără precedent de dioxid de carbon.
- 10 august-18 august: Campionatul  Mondial  de atletism  de  la   Moscova.
- 17 august: CIA recunoaște existența "Zonei 51".
- 21 august: Atacurile chimice de la Ghouta, Siria.
- 31 august: Monseniorul și martirul Vladimir Ghika a fost beatificat în România în prezența a peste 7.000 de pelerini.

### Septembrie

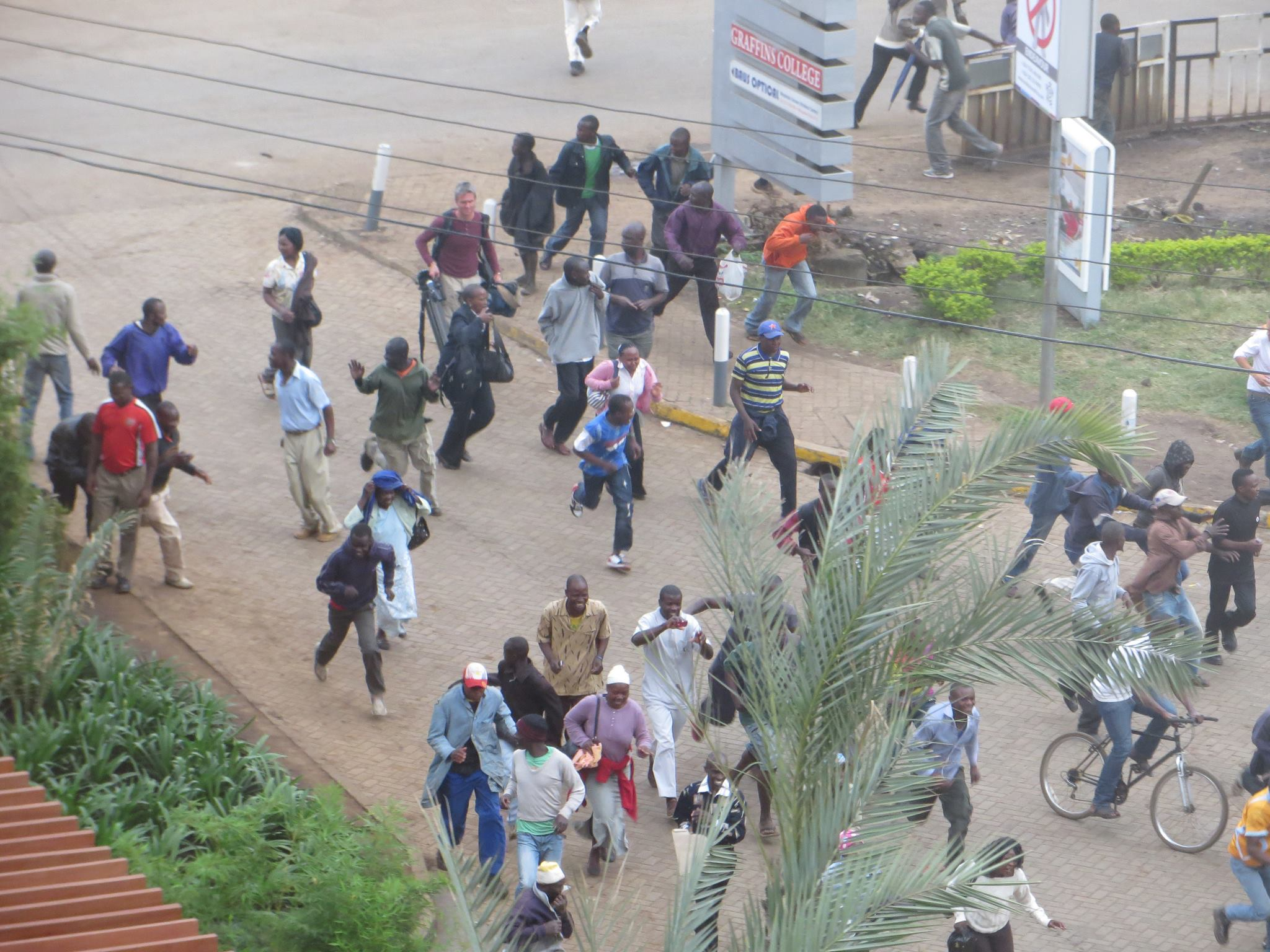
Atentatul de la Nairobi

- 1 septembrie: Prima zi de proteste în București față de proiectul Roșia Montană.
- 1 septembrie: Președintele Statelor Unite Barack Obama a declarat că a luat decizia de principiu să efectueze atacuri împotriva regimului sirian.
- 5 septembrie: Summitul G20 de la Sankt Petersburg pe tema crizei din Siria.
- 7 septembrie: Comitetul Olimpic Internațional, la cel de-al 125-lea congres de la Buenos Aires, a decis ca orașul Tokyo să fie gazda Jocurilor Olimpice de vară din 2020.
- 9 septembrie: Alegeri parlamentare în Norvegia.
- 10 septembrie: Statele Unite și Rusia sunt de acord cu adoptarea unei rezoluții ONU care să prevadă recurgerea la forță dacă Siria nu va respecta planul de predare a armelor chimice. Bashar al-Assad, gata să plaseze armele chimice sub control internațional. SUA amână atacul asupra Siriei.
- 11 septembrie: 22 de mineri s-au blocat în subteran la Roșia Montană cerând ca "toți reprezentanții grupurilor parlamentare să vină la Roșia Montana cât de urgent, să discute cu ei și să vadă în ce stare au ajuns".
- 12 septembrie: NASA anunță că Voyager 1 a devenit primul obiect spațial creat de om care a ajuns în afara sistemului solar.[12]
- 13 septembrie: Încă 11 mineri s-au blocat în subteran (numărul lor ridicându-se la 33) cerând din nou să vină președintele Senatului, Crin Antonescu, și liderii grupurilor parlamentare pentru a discuta despre situația economică a zonei și despre proiectul minier.
- 15 septembrie: La București a 15-a zi consecutivă de proteste; 10.000 de protestatari au cerut retragerea proiectului de lege care reglementează exploatarea minereurilor din perimetrul Roșia Montană, anularea contractului cu Roșia Montană Gold Corporation (RMGC), interzicerea exploatărilor cu cianuri în România, introducerea zonei Roșia Montană în patrimoniul UNESCO și demiterea celor patru inițiatori ai proiectului de lege.[13] Proteste împotriva proiectului au avut loc  în mai multe orașe mari ale României și în diaspora.
- 15 septembrie: În urma vizitei premierului Victor Ponta la Roșia Montană și a discuției cu minerii blocați, cei 33 de mineri au renunțat la protest și au ieșit la suprafață.[14]
- 16 septembrie: La Washington un om înarmat a ucis 12 oameni și a rănit alți 10 într-o clădire a Marinei americane. Atacatorul a fost ucis de polițiști.
- 21 septembrie: Un sângeros atac soldat cu 39 morți și sute de răniți s-a produs în capitala Kenyei, Nairobi, după ce 3 bărbați înarmați cu mitraliere au deschis focul asupra oamenilor aflați la într-un centru comercial, dintr-o zona selectă a orașului.
- 22 septembrie: Alegerile legislative din Germania: Angela Merkel, cancelarul creștin-democrat în funcție, a obținut victoria în alegeri, partidul său conservator (CDU/CSU) însumând 41,5% din voturile exprimate. Aliatul său liberal (FDP) s-a clasat sub pragul de 5% necesar intrării în Bundestag, iar Partidul Social-Democrat (SPD), cu care Merkel urmează să formeze o "mare coaliție", a obținut 25,7% din voturi.
- 24 septembrie: În cutremurul din Pakistan și-au pierdut viața 327 de persoane.
- 29 septembrie: Victoria SPÖ la alegerile legislative din Austria. Cancelarul Werner Faymann (SPÖ) a fost însărcinat cu formarea unui nou cabinet.

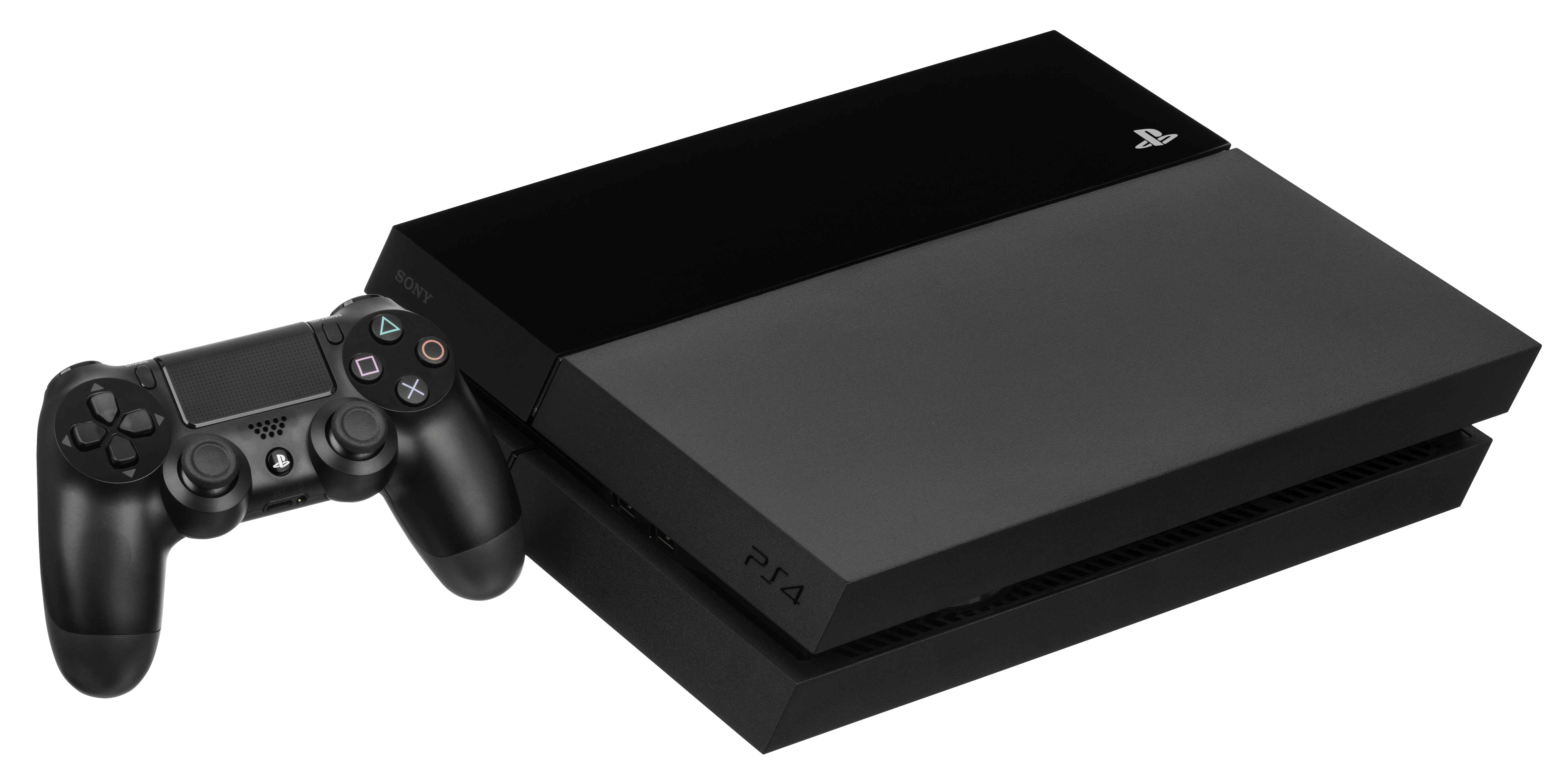
Lansarea consolelor de a opta generație: PlayStation 4 și Xbox One

### Octombrie

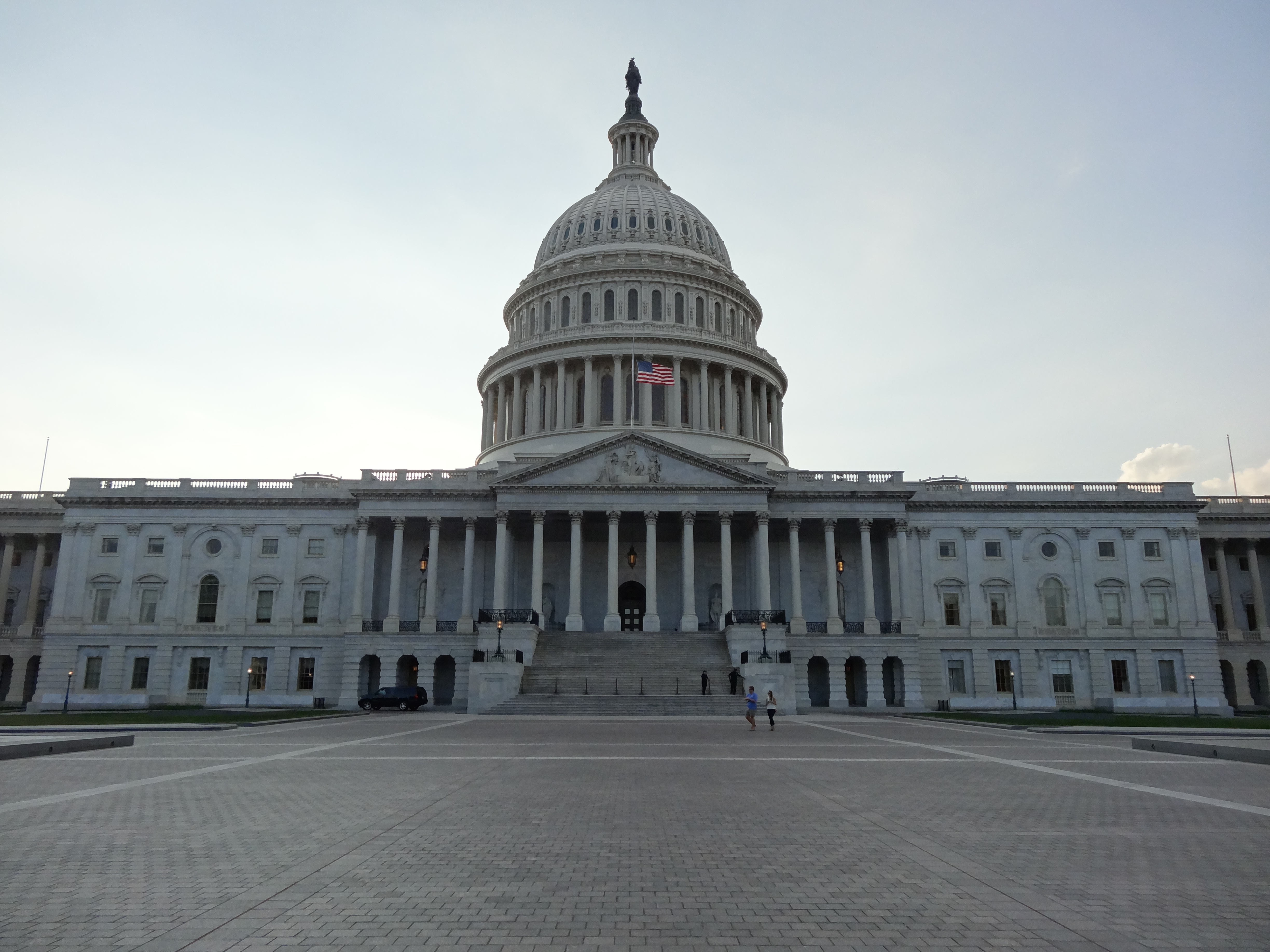
Blocajul bugetului federal

- 1 octombrie: După ce Senatul SUA a respins proiectul bugetului, Casa Albă le-a ordonat agențiilor federale americane și instituțiilor publice cu puțin timp înainte de miezul nopții, să își înceteze activitățile, Congresul nereușind să voteze un buget înaintea orei limită din cauza pozițiilor ireconciliabile.
- 4 octombrie: O navă plecată din Libia ce transporta între 450 și 500 de imigranți a naufragiat lângă Lampedusa și doar în jur de 150 pasageri au fost salvați.
- 10 octombrie: Delegați din 140 de țări au semnat Tratatul Minamata, un  tratat UNEP conceput pentru a proteja sănătatea umană și mediul de  emisiile de mercur.
- 20 octombrie: Alegeri anticipate în Marele Ducat de Luxemburg, în urma retragerii încrederii în cabinetul condus de Jean-Claude Juncker.

### Noiembrie

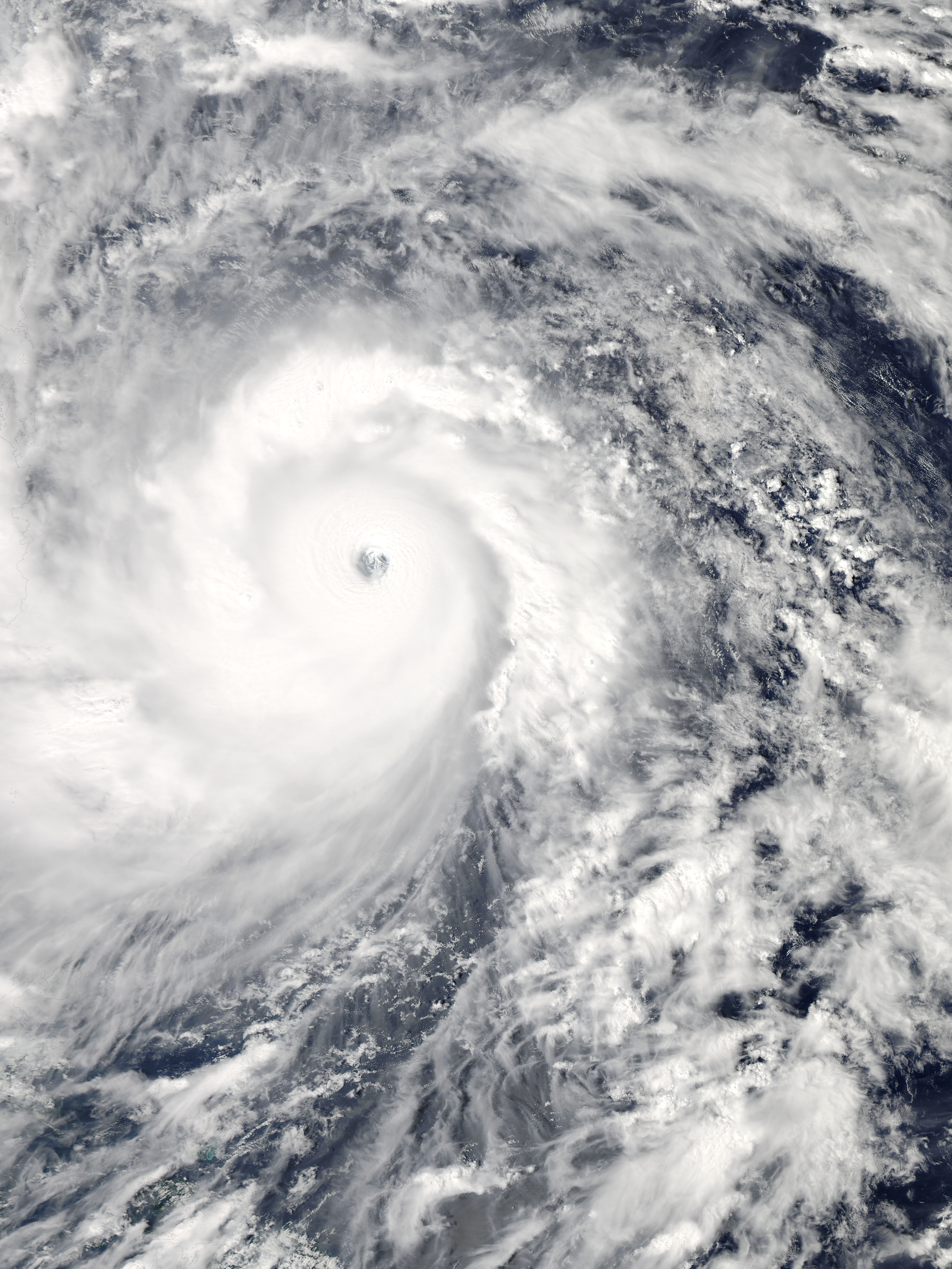
Taifunul Haiyan

- 3 noiembrie: La Chișinău a avut loc manifestația proeuropeană din 2013, la care au participat aproximativ 100.000 de persoane care susțin integrarea europeană a Republicii Moldova.
- 5 noiembrie: Lansarea sondei indiene Mangalyaan spre planeta Marte.
- 8 noiembrie: Taifunul Haiyan, anunțat ca fiind cel mai violent din lume în acest an, a lovit Filipinele cu o viteză de 275 de kilometri la oră.
- 9 noiembrie: Doi cosmonauți ruși au ieșit din Stația Spațială Internațională (ISS) în spațiu cu torța olimpică, pentru prima dată în istoria Jocurilor Olimpice, cu trei luni înainte de Jocurile Olimpice de iarnă din 2014.
- 13 noiembrie: O crăpătură lungă de 30 km în ghețarul Pine Island, duce la formarea unui iceberg gigantic în Antarctica.
- 17 noiembrie: Un avion Boeing 737 se prăbușește pe aeroportul din orașul Kazan, omorând 44 de pasageri și 6 membri ai echipajului.
- 21 noiembrie: Se lansează jocul video Super Mario 3D World, pentru consola Wii U.
- 22 noiembrie: Microsoft lanseaza Xbox One find si prima consola care se lanseaza în China.
- 24 noiembrie: Marile puteri și Iranul au pecetluit la Geneva, un prim acord istoric în vederea împiedicării extinderii programului nuclear iranian.
- 25 noiembrie: Întâlnirea dintre papa Francisc și președintele Vladimir Putin la Roma. Pe agenda discuțiilor s-a aflat Războiul Civil Sirian.
- 29 noiembrie: Republica Moldova a parafat la summit-ul Parteneriatului Estic de la Vilnius Acordul de Asociere cu Uniunea Europeană.

### Decembrie

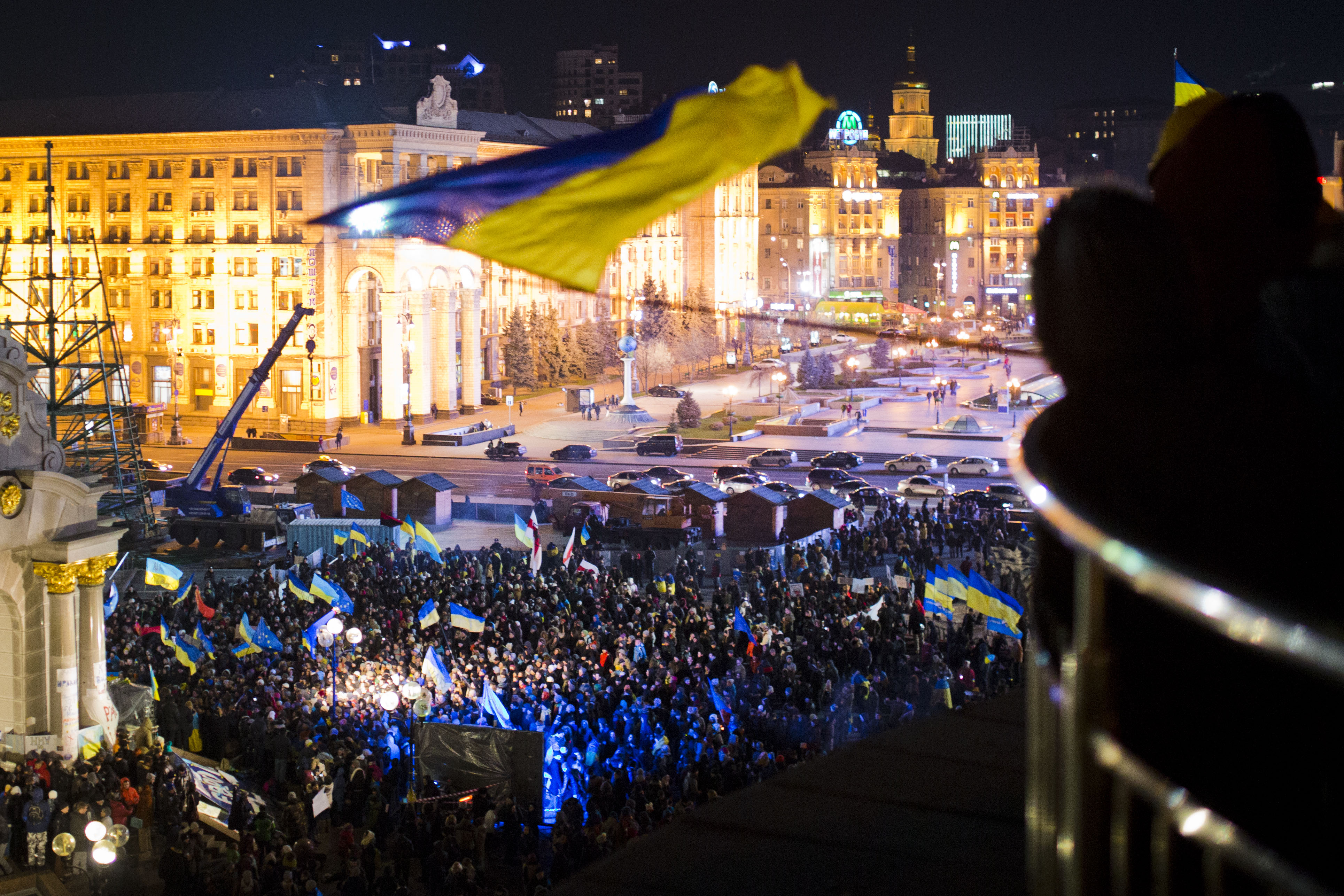
Protestele de la Kiev

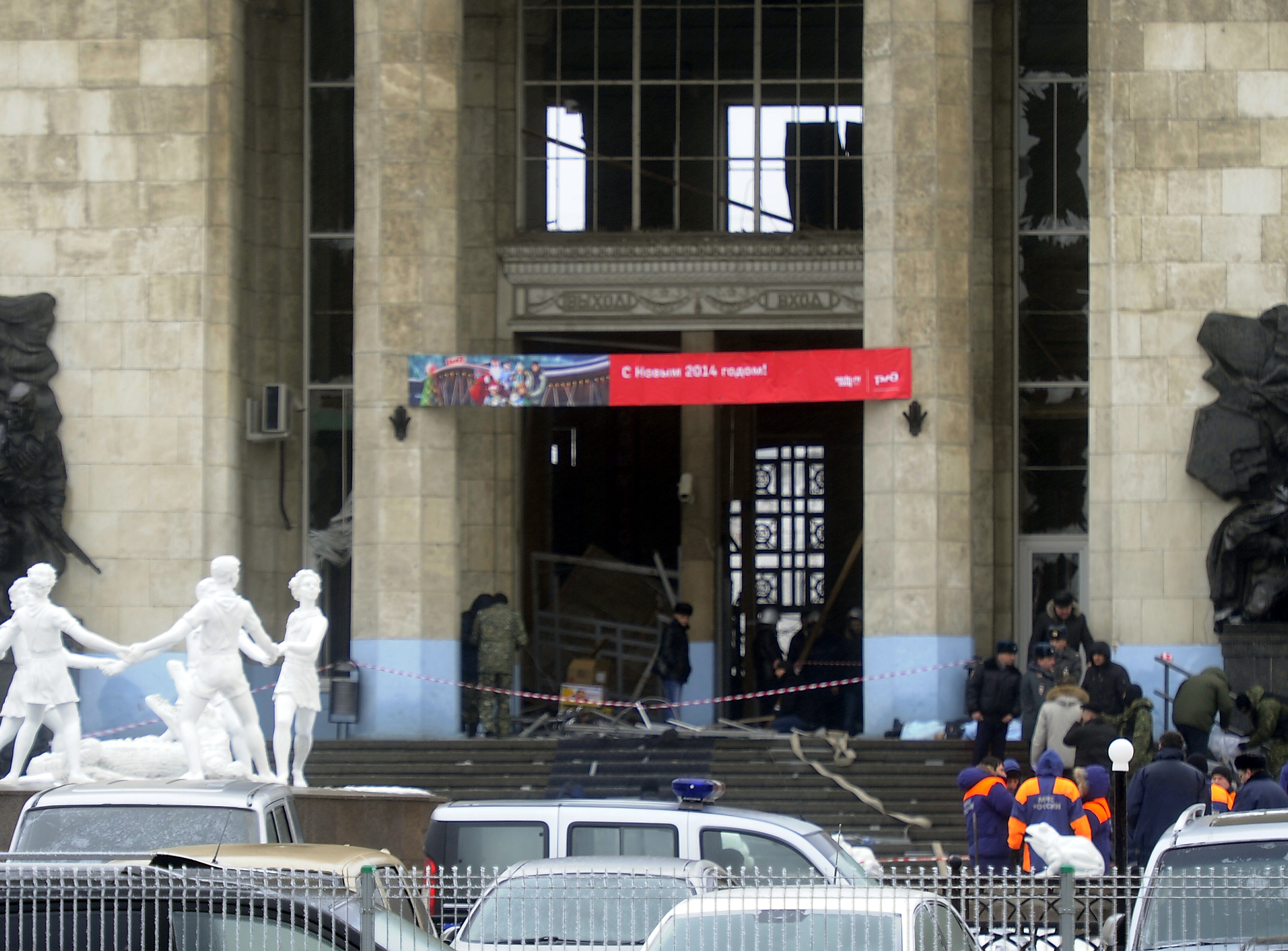
Atentele de la Volgograd

- 1 decembrie: Accident feroviar la New York. 4 oameni au murit și peste 60 au fost răniți după ce un tren de pasageri a deraiat.
- 1 decembrie: Apogeul protestelor din Ucraina, după ce președintele Viktor Ianukovici a contramandat încheierea unui acord de asociere cu Uniunea Europeană.
- 4 decembrie: Învestirea în funcție a noului cabinet al Marelui Ducat de Luxemburg, condus de liberalul Xavier Bettel.
- 7-22 decembrie: Campionatul Mondial de Handbal Feminin din Serbia.
- 17 decembrie: Realegerea Angelei Merkel în funcția de cancelar federal al Germaniei.
- 29 decembrie: Michael Schumacher a suferit un accident la cap, în stațiunea Meribel, din Alpii francezi și intră în comă.
- 29 decembrie: Un atentat sinucigaș s-a produs în gara din Volgograd, Rusia, în urma căruia cel puțin 18 persoane (inclusiv atacatorul) și-au pierdut viața, iar 40 au fost rănite.

## Nașteri
- 22 iulie: Prințul George de Cambridge, primul copil al Prințului William, Duce de Cambridge, și strănepotul Reginei Elisabeta a II-a.

## Decese

### Ianuarie
- 1 ianuarie: Patti Page (n. Clara Ann Fowler), 85 ani, cântăreață americană (n. 1927)
- 2 ianuarie: Ștefan Oprea, 84 ani, agronom român (n. 1928)
- 2 ianuarie: Alexei Rudeanu, 73 ani, scriitor și prozator român (n. 1939)
- 2 ianuarie: Teresa Torańska, 69 ani, jurnalistă și scriitoare poloneză (n. 1944)
- 3 ianuarie: Sergiu Nicolaescu (Sergiu Florin Nicolaescu), 82 ani, regizor, actor și politician român (n. 1930)
- 5 ianuarie: Eusébio, fotbalist portughez (n. 1942)
- 6 ianuarie: Gerard Helders, 107 ani, politician neerlandez (n. 1905)
- 6 ianuarie: Metin Kaçan, 51 ani, scriitor turc (n. 1961)
- 7 ianuarie: David Richard Ellis, 60 ani, regizor american de film (n. 1952)
- 7 ianuarie: Huell Howser (Huell Burnley Howser), 67 ani, actor american (n. 1945)
- 7 ianuarie: Jiřina Jirásková, 81 ani, actriță cehă (n. 1931)
- 7 ianuarie: Epifanie Norocel (n. Gavril Norocel), 80 ani, episcop român (n. 1932)
- 7 ianuarie: Zvi Yavetz, 87 ani, istoric israelian (n. 1925)
- 7 ianuarie: Tzvi Yavetz, istoric al antichității clasice (n. 1925)
- 8 ianuarie: Asbjørn Aarnes, 89 ani, istoric literar norvegian (n. 1923)
- 8 ianuarie: Moshe Ernster, 88 ani, rabin hasidic originar din România, ce a activat în Israel (n. 1924)
- 8 ianuarie: Cornel Pavlovici, 75 ani, fotbalist român (atacant), (n. 1943)
- 9 ianuarie: James M. Buchanan jr., 93 ani, economist american, laureat al Premiului Nobel (1986), (n. 1919)
- 10 ianuarie: Sakine Cansiz, 55 ani, politiciană turcă (n. 1958)
- 10 ianuarie: Otto Tellmann, 85 ani, handbalist și antrenor român (n. 1927)
- 11 ianuarie: Nguyễn Khánh, 85 ani, general vietnamez (n. 1927)
- 11 ianuarie: Mariangela Melato, 71 ani, actriță italiană (n. 1941)
- 11 ianuarie: Aaron Swartz (Aaron Hillel Swartz), 26 ani, programator american (n. 1986)
- 12 ianuarie: Leon Leyson, 83 ani, supraviețuitor al Holocaustului și unul dintre cei mai tineri "Schindlerjuden", evreii salvați de Oskar Schindler (n. 1929)
- 13 ianuarie: Marcela Iuga Preda, 58 ani, interpretă română de muzică populară (n. 1954)
- 14 ianuarie: Conrad Bain (Conrad Stafford Bain), 89 ani, actor american (n. 1924)
- 15 ianuarie: Prințesa Margarita de Baden (n. Margarete Alice Thyra Viktoria Marie Louise Scholastica), 80 ani (n. 1932)
- 18 ianuarie: Robert Frederick Chew, 52 ani, actor american (n. 1961)
- 18 ianuarie: Wolfgang Ilgenfritz, 56 ani, politician austriac (n. 1957)
- 19 ianuarie: Taihō Kōki (n. Naya Koki), 72 ani, luptător sumo, al 48-lea yokozuna (n. 1940)
- 21 ianuarie: János Kőrössy (Jancsi Korossy), 86 ani, pianist, aranjor și compozitor român (n. 1926)
- 22 ianuarie: Margareta Teodorescu, 80 ani, șahistă română (n. 1932)
- 22 ianuarie: Lucyna Winnicka, 84 ani, actriță de teatru și film, jurnalistă și publicistă poloneză (n. 1928)
- 24 ianuarie: Józef Glemp, 83 ani, cardinal polonez (n. 1929)
- 24 ianuarie: Dan Mihăescu, 79 ani, umorist și regizor român (n. 1933)
- 27 ianuarie: Ivan Bodiul, 95 ani, politician ucrainean (n. 1917)
- 28 ianuarie: Ceija Stojka, 79 ani, scriitoare, pictoriță, activistă și muziciană austriacă de etnie romă (n. 1933)
- 31 ianuarie: Titus Raveica, 77 ani, senator român (1990-1992), (n. 1935)
- 31 ianuarie: Per Stenmarck, 62 ani, om politic suedez, membru al Parlamentului European în perioada 1999-2004 din partea Suediei (n. 1951)

### Februarie
- 1 februarie: Edward Koch (Edward Irving Koch), 88 ani, avocat și politician american de etnie evreiască (n. 1924)
- 1 februarie: Ștefan Kostyal, 90 ani, general român (n. 1922)
- 2 februarie: Chris Kyle (Christopher Scott Kyle), 38 ani, militar american (n. 1974)
- 3 februarie: Wolfgang Abraham, 71 ani, fotbalist german (n. 1942)
- 4 februarie: Constantin Dimitriu, 74 ani, senator român (1990-1992), (n. 1938)
- 6 februarie: Chokri Belaïd, 48 ani, politician tunisian (n. 1964)
- 6 februarie: Mo-Do (n. Fabio Frittelli), 48 ani, cântăreț italian (n. 1966)
- 7 februarie: Olga Cicanci, 72 ani, paleograf și istoric român (n. 1940)
- 7 februarie: Krsto Papić, 79 ani, regizor de film și scenarist croat de etnie muntenegreană (n. 1933)
- 8 februarie: Alexandru Nancu, 53 ani, grafician român (n. 1959)
- 10 februarie: Silviu Camil, 82 ani, inginer de sunet român (n. 1930)
- 11 februarie: Mihail-Radu Solcan, 59 ani, filosof român (n. 1953)
- 11 februarie: Zoe Țapu, 78 ani, agronom român (n. 1934)
- 14 februarie: Ronald Dworkin, 81 ani, filosof american (n. 1931)
- 15 februarie: Traian Brădean, 86 ani, pictor și desenator român (n. 1927)
- 16 februarie: Felicia Antip, 86 ani, scriitoare română de etnie evreiască (n. 1927)
- 16 februarie: Dumitru Sechelariu, 54 ani, om de afaceri român, primar al orașului Bacău (1996-2004), (n. 1958)
- 17 februarie: Shmulik Kraus (n. Shmuel Kraus), 77 ani, compozitor israelian (n. 1935)
- 17 februarie: Tony Sheridan, 72 ani, cântăreț, compozitor și muzician american (n. 1940)
- 18 februarie: Kevin Ayers, 68 ani, cântăreț, compozitor și muzician britanic (Soft Machine), (n. 1944)
- 18 februarie: Damon Harris (n. Otis Robert Harris, jr.), 62 ani, cântăreț american (The Temptations), (n. 1950)
- 18 februarie: Otfried Preußler, 89 ani, scriitor german (n. 1923)
- 19 februarie: Robert Coleman Richardson, 75 ani, fizician american, laureat al Premiului Nobel (1996), (n. 1937)
- 19 februarie: Donald Richie, 88 ani, niponolog american (n. 1924)
- 21 februarie: Aleksei German, 74 ani, regizor și scenarist sovietic și rus (n. 1938)
- 22 februarie: Jean-Louis Michon, 88 ani, traducător, scriitor francez și specialist în arta islamică și în sufism (n. 1924)
- 22 februarie: Wolfgang Sawallisch, 89 ani, dirijor și pianist german (n. 1923)
- 23 februarie: Adrian Hrițcu, 87 ani, episcop român (n. 1926)
- 24 februarie: Dave Charlton, 76 ani, pilot sud-african de Formula 1 (n. 1936)
- 26 februarie: Naarghita (n. Maria Amarghioalei), 74 ani, cântăreață română (n. 1939)
- 27 februarie: Van Cliburn (n. Harvey Lavan Cliburn, jr.), 78 ani, pianist american (n. 1934)
- 27 februarie: Ramon Dekkers, 43 ani, kickboxer neerlandez (n. 1969)
- 27 februarie: Stéphane Frederic Hessel, 95 ani, diplomat și scriitor francez de etnie evreiască (n. 1917)
- 27 februarie: Richard Street (Richard Allen Street), 70 ani, cântăreț american (The Temptations), (n. 1942)
- 28 februarie: Donald Arthur Glaser, 86 ani, fizician american, laureat al Premiului Nobel (1960), (n. 1926)
- 28 februarie: Octavian Mercurian, 78 ani, antrenor român (caiac-canoe), (n. 1934)
- 28 februarie: Armando Trovajoli, 95 ani, pianist, compozitor și dirijor italian (n. 1917)

### Martie
- 2 martie: Dan Ursuleanu, 70 ani, scriitor și jurnalist român (n. 1942)
- 2 martie: Albert Poch, caricaturist și grafician român (n. 1930)
- 3 martie: Dumitru Rucăreanu, 80 ani, actor român de film, radio, teatru și TV (n. 1932)
- 4 martie: Dan Apostol, 55 ani, scriitor și publicist român (n. 1957)
- 4 martie: Seki Matsunaga, 84 ani, fotbalist japonez (atacant), (n. 1928)
- 5 martie: Hugo Chávez, 58 ani, președinte al Venezuelei (1999-2013), (n. 1954)
- 6 martie: Andrei Panin, 50 ani, actor rus de film și teatru (n. 1962)
- 7 martie: Peter Banks (n. Peter William Brockbanks), 65 ani, chitarist britanic (Yes), (n. 1947)
- 7 martie: Damiano Damiani, 90 ani, regizor de film, eseist, actor și scenarist italian (n. 1922)
- 8 martie: Hartmut Briesenick, 63 ani, atlet german (n. 1949)
- 8 martie: John O'Connell, 86 ani, politician irlandez (n. 1927)
- 9 martie: Aasia Begum, 61 ani, actriță indiană de film (n. 1951)
- 10 martie: Prințesa Lilian, Ducesă de Halland (n. Lillian May Davies), 97 ani (n. 1915)
- 14 martie: Michaela Niculescu (Michaela Anca Niculescu), 31 ani, actriță și cântăreață română (n. 1981)
- 15 martie: Rodion Hodovanschi, 85 ani, interpret român de muzică ușoară (n. 1927)
- 15 martie: Paolo Pastorelli, 70 ani, politician italian (n. 1943)
- 19 martie: Nicolae Paul Mihail, 89 ani, scriitor român (n. 1923)
- 19 martie: Irina Petrescu, 71 ani, actriță română de film, radio, teatru și TV (n. 1941)
- 20 martie: Nasser El Sonbaty, 47 ani, culturist profesionist⁠ IFBB (n. 1965)
- 20 martie: Vasile Ianul, 67 ani, fotbalist și antrenor român (n. 1945)
- 20 martie: Zillur Rahman, 84 ani, președintele al Bangladesh (2009-2013), (n. 1929)
- 20 martie: Petru Pavlovici Rozumnîi, disident sovietic și activist pentru drepturile omului ucrainean (n. 1926)
- 21 martie: Chinua Achebe (n. Albert Chinualumogu Achebe), 82 ani, scriitor, profesor și critic literar nigerian (n. 1930)
- 21 martie: Pietro Paolo Mennea, 60 ani, atlet și om politic italian (n. 1952)
- 21 martie: Marin Predilă, 74 ani, senator român (1992-1996), (n. 1938)
- 22 martie: Pietro Adonnino, 83 ani, politician creștin-democrat italian  (n. 1929)
- 23 martie: Joe Weider (n. Joseph Weider), 93 ani, culturist și publicist american de etnie canadiană (n. 1920)
- 24 martie: Mariana Drăgescu (n. Marie Ana Aurelia Drăgescu), 100 ani, aviatoare română (n. 1912)
- 24 martie: Guri Marciuk, 87 ani, matematician ucrainean (n. 1925)
- 24 martie: Barbara Anderson (n. Barbara Lillias Romaine Wright), 86 ani, scriitoare neozeelandeză (n. 1926)
- 26 martie: Liviu Ioan Măruia, 35 ani, arheolog și etnograf român (n. 1977)
- 26 martie: Jerzy Nowak (actor), 89 ani, actor polonez de film și teatru și profesor de teatru (n. 1923)
- 26 martie: Tudor Tătăru, 55 ani, regizor și umorist din R. Moldova (n. 1957)
- 27 martie: Vasile Toma, 59 ani, poet liric și satiric din Republica Moldova (n. 1954)
- 29 martie: Enzo Jannacci, 77 ani, muzician italian (n. 1935)
- 31 martie: Enta Mash, 91 ani, evreică basarabeană și scriitoare israeliană (n. 1922)

### Aprilie
- 1 aprilie: Nicolae Martinescu, 73 ani, sportiv român (lupte greco-romane), (n. 1940)
- 2 aprilie: Umberto Scapagnini, 71 ani, om politic italian (n. 1941)
- 3 aprilie: Iulius Iancu, 93 ani, scriitor evreu de limba română (n. 1920)
- 4 aprilie: Francisc Baranyai, 89 ani, pictor român de etnie maghiară (n. 1923)
- 4 aprilie: Roger Joseph Ebert, 70 ani, critic de film și scenarist american (n. 1942)
- 5 aprilie: George Anania, 71 ani, antologist, eseist și romancier român (n. 1941)
- 6 aprilie: Bigas Luna, 68 ani, regizor spaniol (n. 1946)
- 8 aprilie: Sara Montiel (n. María Antonia Abad Fernández), 85 ani, cântăreață și actriță spaniolă (n. 1928)
- 8 aprilie: Margaret Thatcher (n. Margaret Hilda Roberts), 87 ani, politiciană britanică, prim-ministru al Regatului Unit (1979-1990), (n. 1925)
- 9 aprilie: Emilio Pericoli, 85 ani,  cântăreț italian (n. 1928)
- 10 aprilie: Robert Geoffrey Edwards, 87 ani, fiziolog britanic, laureat al Premiului Nobel (2010), (n. 1925)
- 11 aprilie: Hilary Koprowski, 96 ani, imunolog polonez de etnie evreiască (n. 1916)
- 11 aprilie: Jonathan Winters (Jonathan Harshman Winters III), 87 ani, actor american (n. 1925)
- 13 aprilie: Mircea Petrescu-Dâmbovița, 97 ani, istoric român (n. 1915)
- 14 aprilie: Stanislav Hurenko, 76 ani, politician rus (n. 1936)
- 14 aprilie: Rentarō Mikuni, 90 ani, actor și regizor de film, japonez (n. 1923)
- 16 aprilie: Maria Lai, 93 ani, artistă italiană din Sardinia (n. 1919)
- 17 aprilie: Paul Dan Cristea, 72 ani, academician și profesor român (n. 1941)
- 17 aprilie: Gerino Gerini, 84 ani, pilot italian de Formula 1 (n. 1928)
- 17 aprilie: Paul Cristea, fizician român (n. 1941)
- 18 aprilie: Jon Åker, 86 ani, medic norvegian (n. 1927)
- 18 aprilie: Radu Bărbulescu, 61 ani,  jurnalist, prozator, poet, traducător și editor român (n. 1952)
- 18 aprilie: Cordell Mosson (n. Cardell Mosson), 60 ani, cântăreț american (n. 1952)
- 19 aprilie: François Jacob, 92 ani, biolog francez de etnie evreiască, laureat al Premiului Nobel (1996), (n. 1920)
- 21 aprilie: Shakuntala Devi, 83 ani, astrolog indian, supranumit "calculatorul uman" (n. 1929)
- 23 aprilie: Shirley Abbott, 82 ani, om de afaceri, politician și ambasador american (n. 1934)
- 23 aprilie: Mohammad Omar, 52 ani, lider și fondator al talibanilor (1994-2013), (n. 1960)
- 25 aprilie: Johnny Lockwood, 92 ani, actor britanic de teatru (n.1920)
- 26 aprilie: Gheorghe Nicolaescu (jurnalist sportiv), 84 ani, jurnalist sportiv român (n. 1929)
- 28 aprilie: Marcel Luca, 66 ani, scriitor român de literatură SF (n. 1946)
- 28 aprilie: Dan Stuparu, 61 ani, maestru român al artelor marțiale (n. 1951)

### Mai
- 2 mai: Mihail Dolgan, 74 ani, critic literar din R. Moldova (n. 1939)
- 4 mai: Christian de Duve, 95 ani, biochimist și medic belgian, laureat al Premiului Nobel (1974), (n. 1917)
- 6 mai: Giulio Andreotti, 94 ani, om politic italian, prim-ministru al Italiei (1972-1973, 1976-1979 și 1989-1992), (n. 1919)
- 8 mai: Bryan Forbes, regizor, soldat, scriitor și actor englez (n. 1926)
- 9 mai: Alan Abelson, 87 ani, jurnalist și editor american (n. 1925)
- 9 mai: Cătălin Naum, 74 ani, regizor român (n. 1939)
- 10 mai: Sheila Gordon, 86 ani, scriitoare americană (n. 1927)
- 10 mai: Hugh Mackay, 75 ani, politician britanic (n. 1937)
- 12 mai: Anghel Dumbrăveanu, 79 ani, poet român (n. 1933)
- 12 mai: Kenneth Waltz, 88 ani, politolog american (n. 1924)
- 16 mai: Heinrich Rohrer, 79 ani, fizician elvețian, laureat al Premiului Nobel (1986), (n. 1933)
- 17 mai: Jorge Rafael Videla, 87 ani, general argentinian (n. 1925)
- 19 mai: Wendy Woods, 72 ani, profesoară și activistă antiapartheid din Africa de Sud (n. 1941)
- 20 mai: Gheorghe Buzatu, 73 ani, istoric și senator român (2000-2004), (n. 1939)
- 20 mai: Ray Manzarek (Raymond Daniel Manczarek, jr.), 74 ani, muzician american (The Doors), (n. 1939)
- 21 mai: Zsolt Erőss, 45 ani, alpinist român de etnie maghiară (n. 1968)
- 21 mai: Dominique Venner, 78 ani, eseist, istoric, militar și activist francez (n. 1935)
- 22 mai: Henri Dutilleux (Henri Paul Julien Dutilleux), 97 ani, compozitor francez (n. 1916)
- 23 mai: Moritz, Landgraf de Hesse (n. Moritz Friedrich Karl Emanuel Humbert), 86 ani (n. 1926)
- 23 mai: Georges Moustaki (n. Yossef Moustacchi), 78 ani, cântăreț francez de etnie evreiască (n. 1934)
- 24 mai: Alexandru Suceveanu, 73 ani, istoric, arheolog și epigrafist român (n. 1940)
- 25 mai: Mohammed Rashad Abdulle, 83 ani, savant etiopian (n. 1933)
- 26 mai: Jack Vance (n. John Holbrook Vance), 96 ani, autor american de literatură SF (n. 1916)
- 27 mai: Little Tony, 72 ani, cântăreț și actor sanmarinez (n. 1941)
- 28 mai: Constantin Catrina, 79 ani, muzicolog  și compozitor român (n. 1933)
- 29 mai: Andrew Greeley, 85 ani, scriitor american (n. 1928)
- 30 mai: Radu Paladi, 86 ani, compozitor român (n. 1927)
- 31 mai: Jeff Berry, 60 ani, lider al Ku Klux Klan (n. 1953)
- 31 mai: Florentin Iosif, 77 ani, interpret român de muzică populară din Banat (n. 1936)

### Iunie
- 1 iunie: Ronald B. Herbermann, 72 ani, biolog american (n. 1940)
- 1 iunie: Alexandru Jucenco, 77 ani, genetician sovietic moldovean și rus  (n. 1935)
- 5 iunie: Valerian C. Popescu, 100 ani, medic român (n. 1912)
- 6 iunie: Jerome Karle, 94 ani, chimist american, laureat al Premiului Nobel (1985), (n. 1918)
- 6 iunie: Esther Williams (Esther Jane Williams), 91 ani, înotătoare și actriță americană (n. 1921)
- 7 iunie: Rachel Abrams, 62 ani, scriitoare americană (n. 1951)
- 7 iunie: Pierre Mauroy, 84 ani, politician francez, prim-ministru al Franței (1981-1984), (n. 1928)
- 7 iunie: Petrică Popa, 83 ani, actor român  (n. 1929)
- 7 iunie: Richard Ramirez, 53 ani, criminal în serie american (n. 1960)
- 8 iunie: Yoram Kaniuk, 83 ani, scriitor israelian (n. 1930)
- 9 iunie: Iain Menzies Banks, 59 ani, scriitor britanic (n. 1954)
- 9 iunie: Harry Lewis, 93 ani, actor american (n. 1920)
- 11 iunie: Cornel Burtică, 82 ani, comunist român (n. 1931)
- 11 iunie: Robert William Fogel, 86 ani, economist american, laureat al Premiului Nobel (1993), (n. 1926)
- 11 iunie: Dinu Pătulea, 65 ani, critic literar român (n. 1947)
- 12 iunie: Jiroemon Kimura, 116 ani, supercentenar japonez (n. 1897)
- 12 iunie: Tiberiu Eugen Nășcuțiu, 84 ani, chimist român (n. 1929)
- 12 iunie: Luisa Rivelli, 82 ani, actriță și jurnalistă italiană (n. 1931)
- 12 iunie: Solange Sanfourche, 90 ani, luptătoare în Rezistența franceză din timpul celui de-al Doilea Război Mondial (n. 1922)
- 15 iunie: José Froilán González, 90 ani, pilot argentinian de Formula 1 (n. 1922)
- 15 iunie: Kenneth Geddes Wilson, 77 ani, fizician american, laureat al Premiului Nobel (1982), (n. 1936)
- 16 iunie: Vladimir Hanga, 92 ani, profesor universitar român (n. 1920)
- 16 iunie: Hans Hass, 94 ani, biolog marin austriac și pionier în scufundări subacvatice (n. 1919)
- 16 iunie: Maurice Nadeau, 102 ani, profesor, scriitor, critic literar, director de colecții, director de publicații periodice și editor francez (n. 1911)
- 16 iunie: Iustin Pârvu, 94 ani, arhimandrit român, stareț al Mănăstirii Petru Vodă, jud. Neamț (n. 1919)
- 18 iunie: Vasile Frunzete, 70 ani, pictor român (n. 1942)
- 18 iunie: Vasile Șevcenco, 76 ani, politician din R. Moldova (n. 1937)
- 19 iunie: James J. Gandolfini, jr., 51 ani, actor american (n. 1961)
- 19 iunie: Gyula Horn, 80 ani, prim-ministru al Ungariei (1994-1998), (n. 1932)
- 19 iunie: Alexandru Mușina, 59 ani, poet, publicist, profesor și editor român (n. 1954)
- 20 iunie: Spiridon Groza, 76 ani, senator român (1990-1992), (n. 1936)
- 20 iunie: Mihail-Eugeniu Popescu, 65 ani, general român (n. 1948)
- 21 iunie: Elliott Reid (Edgeworth Blair Reid), 93 ani, actor american (n. 1920)
- 21 iunie: Ion Teșu, 83 ani, comunist român (n. 1929)
- 22 iunie: Loránd Lohinszky, 88 ani, actor român de etnie maghiară (n. 1924)
- 23 iunie: Ion Acsan, 81 ani, poet român (n. 1932)
- 23 iunie: Richard Burton Matheson, 87 ani, scriitor american (n. 1926)
- 24 iunie: Emilio Colombo, 93 ani, politician italian (n. 1920)
- 24 iunie: Vasile Tiță, 85 ani, pugilist român (n. 1928)
- 25 iunie: Octavian Moisin, 99 ani, preot român (n. 1914)
- 26 iunie: Dumitru Matcovschi, 73 ani, scriitor din R. Moldova (n. 1939)
- 26 iunie: Marc Rich, 78 ani, om de afaceri belgian (n. 1934)
- 29 iunie: Abdul Mutalib Mohamed Daud, 51 ani, fondator și redactor-șef malaezian (n. 1961)

### Iulie
- 1 iulie: Dumitru Dediu, 71 ani, cosmonaut român (n. 1942)
- 1 iulie: Radu Alexandru Dimitrescu, 86 ani, geolog român (n. 1926)
- 2 iulie: Douglas Carl Engelbart, 88 ani, inventator american (maus-ul), (n. 1925)
- 2 iulie: Prințesa Fawzia a Egiptului (n. Fawzia Fuad), 95 ani (n. 1921)
- 3 iulie: Radu Vasile (n. Radu Mischiu), 70 ani, poet român, prim-ministru al României (1998-1999), (n. 1942)
- 5 iulie: Paul Raabe, 86 ani, cercetător literar și bibliotecar german (n. 1927)
- 7 iulie: John Bockris (Bernhardt Patrick John O'Mara Bockris), 90 ani, chimist britanic (n. 1923)
- 8 iulie: Ștefan Iureș, 82 ani, poet, prozator, traducător, scriitor de literatură pentru copii și eseist român (n. 1931)
- 9 iulie: Barbu Dănescu, 62 ani, politician român, primar al municipiului Constanța (1990-1992), (n. 1951)
- 12 iulie: Abu Zahar Ithnin, 74 ani, politician malaezian (n. 1939)
- 13 iulie: Cory Monteith (Cory Allan Michael Monteith), 31 ani, actor și cântăreț canadian (n. 1982)
- 14 iulie: Lucia Mara, 78 ani, actriță română de teatru și film (n. 1935)
- 16 iulie: Nobuyuki Aihara, 78 ani, gimnast japonez (n. 1934)
- 18 iulie: Abdul Razak Abdul Hamid, 88 ani, profesor universitar malaezian (n. 1925)
- 19 iulie: A K Azizul Huq, 84 ani, controlor și auditor general al Bangladesh (n. 1929)
- 19 iulie: Sanda Nițescu, 76 ani, pictoriță română (n. 1937)
- 21 iulie: Denys de La Patellière, 92 ani, regizor și scenarist francez (n. 1921)
- 21 iulie: Ugo Riccarelli, 58 ani, scriitor italian (n. 1954)
- 22 iulie: Dennis Farina, 69 ani, actor american (n. 1944)
- 23 iulie: Djalma Santos (Djalma Pereira Dias dos Santos), 84 ani, fotbalist brazilian (n. 1929)
- 25 iulie: Mohamed Brahmi, 58 ani, politician tunisian (n. 1955)
- 25 iulie: Bernadette Lafont, 74 ani, actriță franceză (n. 1938)
- 26 iulie: Nikolai Melnik (Mykola Mykolayovych Melnyk), 59 ani, pilot ucrainean (n. 1953)
- 26 iulie: Jae-ki Sung, 45 ani, scriitor coreean (n. 1967)
- 26 iulie: Árpád Duka-Zólyomi, 72 ani, politician slovac, membru al Parlamentului European (2004-2009), (n. 1941)
- 29 iulie: Tony Gaze, 93 ani, pilot australian de Formula 1 (n. 1920)
- 31 iulie: Michael Ansara, 91 ani, actor american de etnie siriană (n. 1922)

### August
- 1 august: Richard Kuhn, chimist german (n. 1900)
- 2 august: Patricia Anthony, 66 ani, scriitoare americană de SF și slipstream (n. 1947)
- 4 august: Sherko Bekas (Șêrko Bêkes), 73 ani, poet kurd (n. 1940)
- 5 august: Ruth Asawa, 87 ani, sculptoriță americană (n. 1926)
- 6 august: Constantin Picoș, 89 ani, profesor universitar, dr. ing., la Institutul Politehnic din Iași (azi Universitatea Tehnică „Gheorghe Asachi” din Iași), decan al Facultății de Mecanică, autor de manuale didactice, cărți și lucrări științifice, precum și autor de invenții (n. 1923)
- 7 august: Petru Ursache, 82 ani, folclorist, estetician și etnolog român (n. 1931)
- 8 august: Karen Black (n. Karen Blanche Ziegler), 74 ani, actriță americană  (n. 1939)
- 8 august: Nicolae Gheorghe, 66 ani, sociolog român (n. 1946)
- 8 august: Ionuț Niculescu, 64 ani, istoric de teatru român (n. 1948)
- 9 august: Sheila Gordon, 86 ani, scriitoare americană (n. 1927)
- 10 august: László Csatáry, 99 ani, criminal de război maghiar (n. 1913)
- 12 august: Prințul Friso de Orange-Nassau (n. Maurits Willem Pieter Hendrik), 45 ani (n. 1968)
- 12 august: Mefodie Rață, 77 ani, matematician moldovean (n. 1935)
- 13 august: Octavian-Mircea Purceld, 65 ani, deputat român (2000-2008), (n. 1948)
- 14 august: Paddy Power, 84 ani, politician irlandez (n. 1928)
- 15 august: Amanullah Abbasi, 78 ani, judecător pakistanez (n. 1935)
- 15 august: Abdul Rahman Al-Sumait, 65 ani, filantrop kuwaitian (n. 1947)
- 15 august: Sławomir Mrożek, 83 ani, dramaturg polonez (n. 1930)
- 15 august: Rosalía Mera, 69 ani, femeie de afaceri și antreprenoare spaniolă (n. 1944)
- 16 august: Cristian Grigorescu, 29 ani, actor român (n. 1984)
- 17 august: Marius Procopie Cuteanu, 95 ani, muzician, compozitor, dirijor și profesor român (n. 1917)
- 18 august: Florin Cioabă, 58 ani, autoproclamat "rege internațional al țiganilor" (n. 1954)
- 19 august: Mirko Kovač, 74 ani, romancier iugoslav (n. 1938)
- 20 august: Elmore Leonard, 87 ani,  scriitor american (n. 1925)
- 20 august: Ted Post, 95 ani, regizor american (n. 1918)
- 20 august: Michael Redl, 77 ani, handbalist român (n. 1936)
- 20 august: Costică Ștefănescu, 62 ani, fotbalist și antrenor român (n. 1951)
- 21 august: C. Gordon Fullerton, 76 ani, inginer american (n. 1936)
- 21 august: Ieronim Tătaru, 76 ani, critic literar român (n. 1937)
- 25 august: Gylmar dos Santos Neves, 83 ani, fotbalist brazilian (portar), (n. 1930)
- 26 august: Wolfgang Herrndorf, 48 ani, pictor, grafician și scriitor contemporan de limbă germană din Germania (n. 1965)
- 27 august: Anatoli Onoprienko, 54 ani, criminal în serie și ucigaș în masă sovietic și ucrainean (n. 1959)
- 30 august: Seamus Heaney, 74 ani, scriitor nord-irlandez, laureat al Premiului Nobel (1995), (n. 1939)

### Septembrie
- 1 septembrie: Igor Krupenikov, 101 ani, specialist rus în domeniul genezei, geografiei, cartografiei, bonitării (n. 1912)
- 2 septembrie: Ronald Coase, 102 ani, economist britanic, laureat al Premiului Nobel (1991), (n. 1910)
- 2 septembrie: Frederik Pohl (Frederik George Pohl, jr.), 93 ani, scriitor american (n. 1919)
- 3 septembrie: Ariel Castro, 53 ani, infractor american (n. 1960)
- 5 septembrie: Santiago Genovés, 89 ani, antropolog și explorator mexican (n. 1923)
- 6 septembrie: Constantin Ghenescu, 69 ani, actor român (n. 1944)
- 7 septembrie: Petru Poantă, 66 ani, critic literar și eseist român (n. 1947)
- 7 septembrie: Marek Špilár, 38 ani, fotbalist slovac (n. 1975)
- 7 septembrie: Dokka Umarov (n. Doku Hamatovici Umarov), 49 ani, militant islamist cecen (n. 1964)
- 9 septembrie: Sunila Abeysekera, 60  ani, militantă pentru drepturile omului din Sri Lanka (n. 1952)
- 9 septembrie: Alberto Bevilacqua, 79 ani, scriitor italian (n. 1934)
- 10 septembrie: Constantin Moldoveanu, 69 ani, fotbalist român (atacant), (n. 1943)
- 12 septembrie: William A. Graham, 87 ani, regizor american de filme pentru cinema și televiziune (n. 1926)
- 13 septembrie: James Bradford, 84 ani, halterofil american (n. 1928)
- 13 septembrie: Marina Chirca, 98 ani, anticomunist român (n. 1915)
- 13 septembrie: Angela Moldovan, cântăreață română (n. 1927)
- 17 septembrie: Eiji Toyoda, 100 ani, om de afaceri japonez (n. 1913)
- 18 septembrie: Marcel Reich-Ranicki, 93 ani, scriitor german (n. 1920)
- 19 septembrie: Mina Lozanu, 84 ani, zoolog din Republica Moldova (n. 1929)
- 19 septembrie: Hiroshi Yamauchi, 85 ani, antreprenor japonez (n. 1927)
- 21 septembrie: Kofi Awoonor, 78 ani, scriitor ghanez (n. 1935)
- 21 septembrie: Roman Vlad, 93 ani, pianist român (n. 1919)
- 22 septembrie: Gheorghe Acatrinei, 84 ani, senator român (2000-2004), (n. 1928)
- 22 septembrie: Álvaro Mutis Jaramillo, 90 ani, poet și romancier columbian (n. 1923)
- 23 septembrie: Gheorghe Saizescu, 80 ani, regizor, scenarist și actor român (n. 1932)
- 26 septembrie: Azizan Abdul Razak, 68 ani, deputat malaezian (n. 1944)
- 26 septembrie: Sos Sargsian, 83 ani, actor, regizor și scriitor armean (n. 1929)
- 27 septembrie: Jay Robinson, 83 ani, actor american (n. 1930)
- 29 septembrie: Cyrus Elias, 83 ani, actor american (n. 1930)
- 29 septembrie: S. N. Goenka (Satya Narayan Goenka), 89 ani, maestru spiritual al Meditației Vipassana (n. 1924)
- 30 septembrie: Aculina Strașnei Popa, 70 ani, pictor și grafician român (n. 1943)
- 30 septembrie: Ranghel Vălceanov, actor și regizor de film bulgar (n. 1928)

### Octombrie
- 1 octombrie: Tom Clancy (n. Thomas Leo Clancy, jr.), 66 ani, scriitor american (n. 1947)
- 1 octombrie: Giuliano Gemma, 75 ani, actor italian (n. 1938)
- 3 octombrie: Sari Abacha, 34 ani, fotbalist nigerian (n. 1978)
- 3 octombrie: Anatol Rotaru, 63 ani, fizician din R. Moldova (n. 1949)
- 4 octombrie: Rela (Mariana) Lucan, 45 ani, interpretă română de muzică populară din zona Olteniei (n. 1968)
- 4 octombrie: Ștefan Stănculescu, 90 ani, jucător și antrenor de fotbal român (n. 1923)
- 4 octombrie: Võ Nguyên Giáp, 102 ani, general al armatei vietnameze și om politic vietnamez (n. 1911)
- 5 octombrie: Ramona Fabian, cântăreață română (n. 1979)
- 5 octombrie: Carlo Lizzani, 91 ani, regizor de film, scenarist și actor italian (n. 1922)
- 6 octombrie: Vali Voiculescu Pepino, actriță română (n. 1922)
- 7 octombrie: Ovadja Josef, 93 ani, rabin israelian (n. 1920)
- 8 octombrie: Ion Panaitescu, 77 ani, grafician, desenator, gravor și ilustrator de carte român (n. 1936)
- 9 octombrie: Eugen Segal, 80 ani, chimist român (n. 1933)
- 10 octombrie: Mathias Bernath, 92 ani, istoric german născut în România (n. 1920)
- 10 octombrie: Malcom Scott Carpenter, 88 ani, astronaut american (Mercury-Atlas 7) și acvanaut (n. 1925)
- 10 octombrie: Eugen Cioclea, 65 ani, eseist din R. Moldova (n. 1948)
- 11 octombrie: María de Villota Comba, 33 ani, pilot spaniol de Formula 1 (n. 1980)
- 13 octombrie: Vasile Fanache, 79 ani, critic literar român (n. 1934)
- 13 octombrie: Angela Moldovan, 86 ani, interpretă română de muzică populară din Basarabia (n. 1927)
- 13 octombrie: Antti Tyrväinen, 80 ani, biatlonist finlandez (n. 1933)
- 14 octombrie: Alexandra van der Mije, 73 ani, jucătoare de șah română-neerlandeză și Mare maestru la șah (n. 1940)
- 16 octombrie: Ed Lauter, 74 ani,  actor și comedian american (n. 1938)
- 16 octombrie: Aurelia Szőke, 77 ani, handbalistă din România (n. 1936)
- 18 octombrie: Olga Zaicik, 91 ani, traducătoare română din literatura poloneză (n. 1921)
- 19 octombrie: William Cleland Lowe, 72 ani, pionier american al computerului IBM (n. 1941)
- 20 octombrie: Jovanka Broz, 88 ani, Prima Doamnă a Iugoslaviei (n. 1924)
- 20 octombrie: Lawrence Klein, 93 ani, economist american de etnie evreiască (n. 1920)
- 24 octombrie: Manolo Escobar (n. Manuel García Escobar), 82 ani, cântăreț, actor și prezentator spaniol (n. 1931)
- 24 octombrie: Ilarie Hinoveanu, 79 ani, poet și jurnalist cultural român (n. 1934)
- 24 octombrie: Henry Taylor, 80 ani, pilot englez de Formula 1 (n. 1932)
- 25 octombrie: Marcia Wallace, 70 ani, actriță și comediană americană (n. 1942)
- 27 octombrie: Noel Davern, 67 ani, politician irlandez (n. 1945)
- 27 octombrie: Lou Reed (n. Lewis Allan Reed), 71 ani, cântăreț american de muzică rock de etnie evreiască (n. 1942)
- 28 octombrie: José Gobello, 94 ani,  poet și scriitor argentinian (n. 1919)
- 28 octombrie: Tadeusz Mazowiecki, 86 ani, scriitor, ziarist, filantrop și om politic polonez (n. 1927)
- 30 octombrie: Anca Petrescu (Mira Anca Victoria Petrescu Mărculeț), 64 ani, deputat român (n. 1949)
- 31 octombrie: Ingmar Brantsch, 73 ani, scriitor și poet de limba germană, originar din România (n. 1940)

### Noiembrie
- 4 noiembrie: Hans von Borsody (n. Hans Eduard Herbert von Borsody), 84 ani, actor austriac (n. 1929)
- 6 noiembrie: Dana Comnea, 80 ani, actriță română de teatru și film (n. 1933)
- 6 noiembrie: Nicolae Florescu, 71 ani, istoric, critic literar, editor și publicist român (n. 1942)
- 9 noiembrie: Vasile Suciu, 71 ani, fotbalist român (portar), (n. 1942)
- 12 noiembrie: Constantin Geo Costiniu, 63 ani, actor român (n. 1950)
- 12 noiembrie: Zoltan Czaka, 80 ani, jucător român de hochei pe gheață (n. 1932)
- 17 noiembrie: Titus Jucov, 63 ani, director și actor al Teatrului "Licurici", din R. Moldova (n. 1950)
- 17 noiembrie: Mario Leone, 91 ani, politician italian (n. 1922)
- 17 noiembrie: Doris Lessing (n. Doris May Tayler), 94 ani, scriitoare britanică, laureată a Premiului Nobel (2007), (n. 1919)
- 17 noiembrie: Abdul Qader Saleh, 33 ani, cofondator al Brigăzii Tawhid (Siria), (n. 1920)
- 18 noiembrie: André Filippini, 89 ani, bober elvețian (n. 1924)
- 18 noiembrie: Eugenia Văcărescu Necula, 75 ani, dirijor român (n. 1938)
- 19 noiembrie: Frederick Sanger, 95 ani, biochimist britanic (n. 1918)
- 20 noiembrie: Joseph Paul Franklin, 63 ani, neonazist american (n. 1950)
- 20 noiembrie: Vasile Iacovlev, 87 ani,  jurist și politician sovietic moldovean, transnistrean și rus (n. 1926)
- 21 noiembrie: Herbert Mitgang, 93 ani, scriitor, editor, jurnalist, dramaturg și producător american de filme documentare pentru televiziune (n. 1920)
- 22 noiembrie: Mircea Crișan (n. Mauriciu Kraus), 89 ani, actor român de etnie evreiască (n. 1924)
- 22 noiembrie: Octavian Șchiau, 83 ani, istoric literar român (n. 1930)
- 24 noiembrie: Wenceslaus Sarmiento, 91 ani, arhitect modernist american de etnie peruană (n. 1922)
- 25 noiembrie: Alexander Spiegelblatt, 86 ani, poet, scriitor și eseist israelian (n. 1927)
- 26 noiembrie: Arik Einstein, 74 ani, cântăreț israelian (n. 1939)
- 26 noiembrie: Tony Musante, 77 ani, actor american (n. 1936)
- 26 noiembrie: Temistocle Popa (n. Mistocli Popa), 92 ani, compozitor român (n. 1921)
- 27 noiembrie: Nílton Santos (n. Nílton Reis dos Santos), 88 ani, fotbalist brazilian (n. 1925)
- 28 noiembrie: Nina Vodă-Mocreac, 76 ani, actriță din R. Moldova (n. 1937)
- 30 noiembrie: Iuri Iakovlev, 85 ani, actor rus (n. 1928)
- 30 noiembrie: Jean Kent, 92 ani, actriță engleză de film și TV (n. 1921)
- 30 noiembrie: Moussa Konaté, 61 ani, scriitor malian (n. 1951)
- 30 noiembrie: Roger Rodas, 38 ani, pilot auto (n. 1975)
- 30 noiembrie: Paul Walker (Paul William Walker IV), 40 ani, actor american (The Fast and the Furious), (n. 1973)

### Decembrie
- 2 decembrie: Pedro Rocha, 70 ani, fotbalist uruguayan (atacant), (n. 1942)
- 2 decembrie: Octavian Sava (n. Octavian Segall), 85 ani, scriitor, dramaturg și scenarist român (n. 1928)
- 5 decembrie: Nelson Mandela (Nelson Rolihlahla Mandela), 95 ani, președinte al Africii de Sud (1994-1999), laureat al Premiului Nobel (1993), (n. 1918)
- 6 decembrie: Georges Baal (n. György Balassa), 75 ani, scriitor maghiar (n. 1938)
- 7 decembrie: Édouard Molinaro, 85 ani, regizor de film și scenarist francez (n. 1928)
- 8 decembrie: John Warcup Cornforth, 96 ani, chimist australian laureat al Premiuliu Nobel (1975), (n. 1917)
- 8 decembrie: Lucia Sauca, 53 ani, canotoare română (n. 1960)
- 9 decembrie: Hristu Cândroveanu, 85 ani, critic literar, scriitor, poet, prozator, traducător și publicist român de etnie aromână (n. 1928)
- 9 decembrie: Stanley Kauffmann, 97 ani, editor, publicist și critic de teatru și film american (n. 1916)
- 9 decembrie: Marc Mendelson, 98 ani, pictor, grafician și sculptor belgian (n. 1915)
- 9 decembrie: Antoaneta Tănăsescu, 72 ani, filolog, critic și teoretician literar român (n. 1941)
- 10 decembrie: Rossana Podestà, 79 ani, actriță de film, italiană (n. 1934)
- 12 decembrie: Ciabua Amiredjibi, 92 ani, scriitor georgian (n. 1921)
- 13 decembrie: Marin Belușica, 85 ani, luptător român (n. 1928)
- 15 decembrie: Joan Fontaine (n. Joan de Beauvoir de Havilland), 96 ani, actriță americană de etnie britanică (n. 1917)
- 10 decembrie: Winton Dean, 97 ani, muzicolog britanic (n. 1916)
- 14 decembrie: Janet Lippman Abu-Lughod, 85 ani, sociolog american (n. 1928)
- 14 decembrie: Peter O'Toole (Peter Seamus Lorcan O'Toole), 81 ani, actor englez de etnie irlandeză (n. 1932)
- 16 decembrie: Tzvi Yanay, 78 ani, cărturar și gânditor autodidact, ziarist și autor popularizator al științei israelian  (n. 1935)
- 18 decembrie: Titus Munteanu (n. Titus-Adrian Muntean), 72 ani, regizor român (n. 1941)
- 19 decembrie: Valeria Borza, 29 ani, jucătoare română de tenis de masă (n. 1984)
- 19 decembrie: Nae Lăzărescu (Niculae Lăzărescu), 72 ani, actor român de comedie (n. 1941)
- 19 decembrie: Ned Vizzini, 32 ani, scriitor american (n. 1981)
- 20 decembrie: Olle Åberg (n. Olof Viktor Åberg), 88 ani, sportiv suedez (atletism), (n. 1925)
- 20 decembrie: Piotr Bolotnikov, 83 ani, atlet sovietic (n. 1930)
- 21 decembrie: Edgar Bronfman Sr., 84 ani, om de afaceri evreu canadiano-american (n. 1929)
- 21 decembrie: Ahmed Asmat Abdel-Meguid, 90 ani, diplomat egiptean (n. 1923)
- 23 decembrie: Ioan Cadar, 67 ani, artist plastic, sticlar și vitralist român (n. 1946)
- 23 decembrie: Mihail Kalașnikov, 94 ani, proiectant rus de arme de foc (AK-47), (n. 1919)
- 24 decembrie: Serghei Stroenco, 46 ani, fotbalist și antrenor din R. Moldova (n. 1967)
- 26 decembrie: Dinu Cocea (n. Constantin Cocea), 84 ani, regizor român de film (n. 1929)
- 28 decembrie: Joseph Ruskin, 89 ani, actor american (n. 1924)
- 29 decembrie: Eugeniu Grebenicov, 81 ani, academician din R. Moldova (n. 1932)
- 31 decembrie: James Avery, 68 ani, actor american (n. 1945)

### Nedatate
- martie: Andrei Cosmovici, 86 ani, psiholog român (n. 1927)
- august: Vasile Petruț, 86 ani, general român (n. 1926)
- septembrie: Elena Giurcă, 67 ani, canotoare română (n. 1946)
- decembrie: Vera Călin (n. Vera Clejan), 92 ani, istoric literar român de etnie evreiască (n. 1921)
- Natalia Balașova, 83 ani, biologă din R. Moldova (n. 1929)
- Dumitru Călueanu, 78 ani, senator român (1990-1996), (n. 1934)
- Valer Suian, 82 ani, senator român (1992-1996), (n. 1930)
- Ion Teoreanu, 83 ani, comunist român (n. 1929)
- Elena Voinescu, 83 ani, arhitectă  română (n. 1930)
- Adrian Vicol (n. Iosif H. Weisz), 90 ani, cercetător științific, folclorist și etnomuzicolog român (n. 1923)
- Dumitru Ion Gorodetchi, 73 ani, astronom de origine basarabeană (n. 1940)
- Gheorghe Lungu, 71 ani, deputat român în legislatura 1990-1992, ales în județul Satu-Mare pe listele partidului FSN (n. 1942)
- Bogdan-Victor Grigoriu, deputat român în legislatura 1990-1992, ales în județul Suceava pe listele partidului FSN (n. 1941)
- Pavel Cherescu, 59 ani, deputat român în legislatura 2000-2004, ales în județul Bihor pe listele PRM (n. 1954)
- Lina Ciobanu, 84 ani, om politic comunist român (n. 1929)
- Masao Uchino, 78 ani, fotbalist japonez (n. 1934)

### Galeria celor decedați în 2013

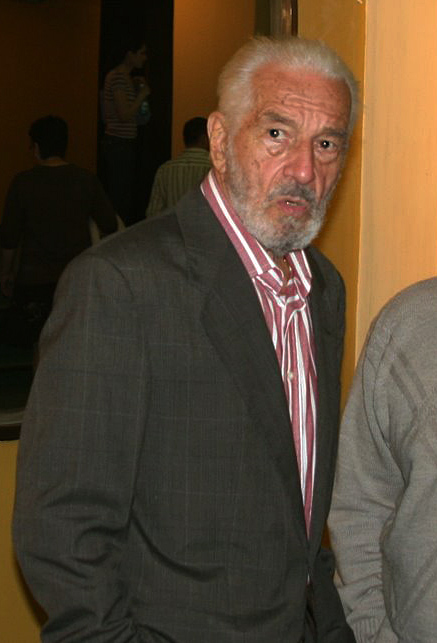
Sergiu Nicolaescu, regizor, scenarist, actor și politician român
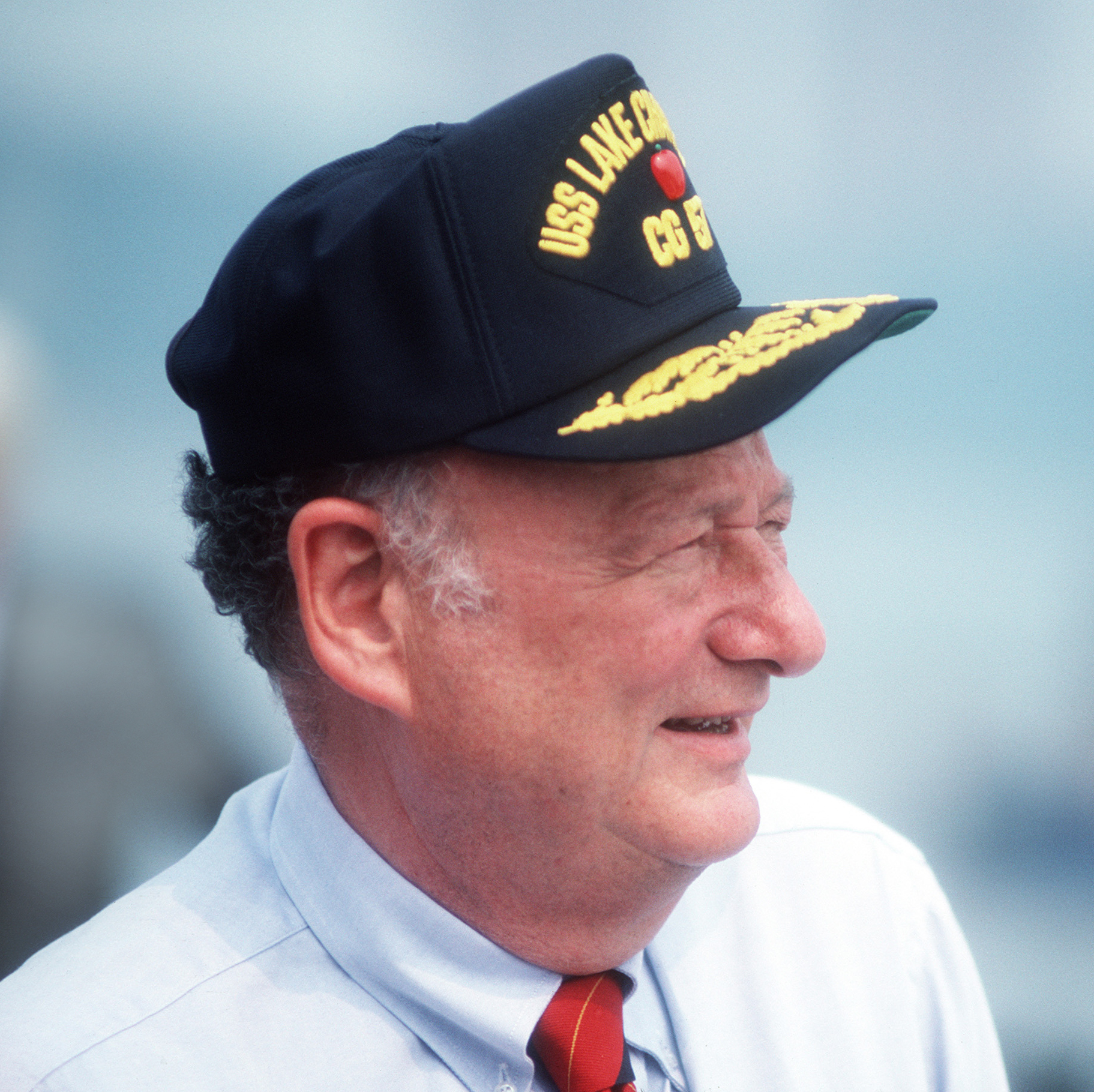
Ed Koch, politician și avocat american de origine ebraică
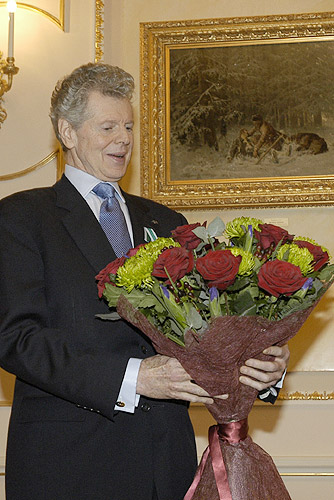
Van Cliburn, pianist american
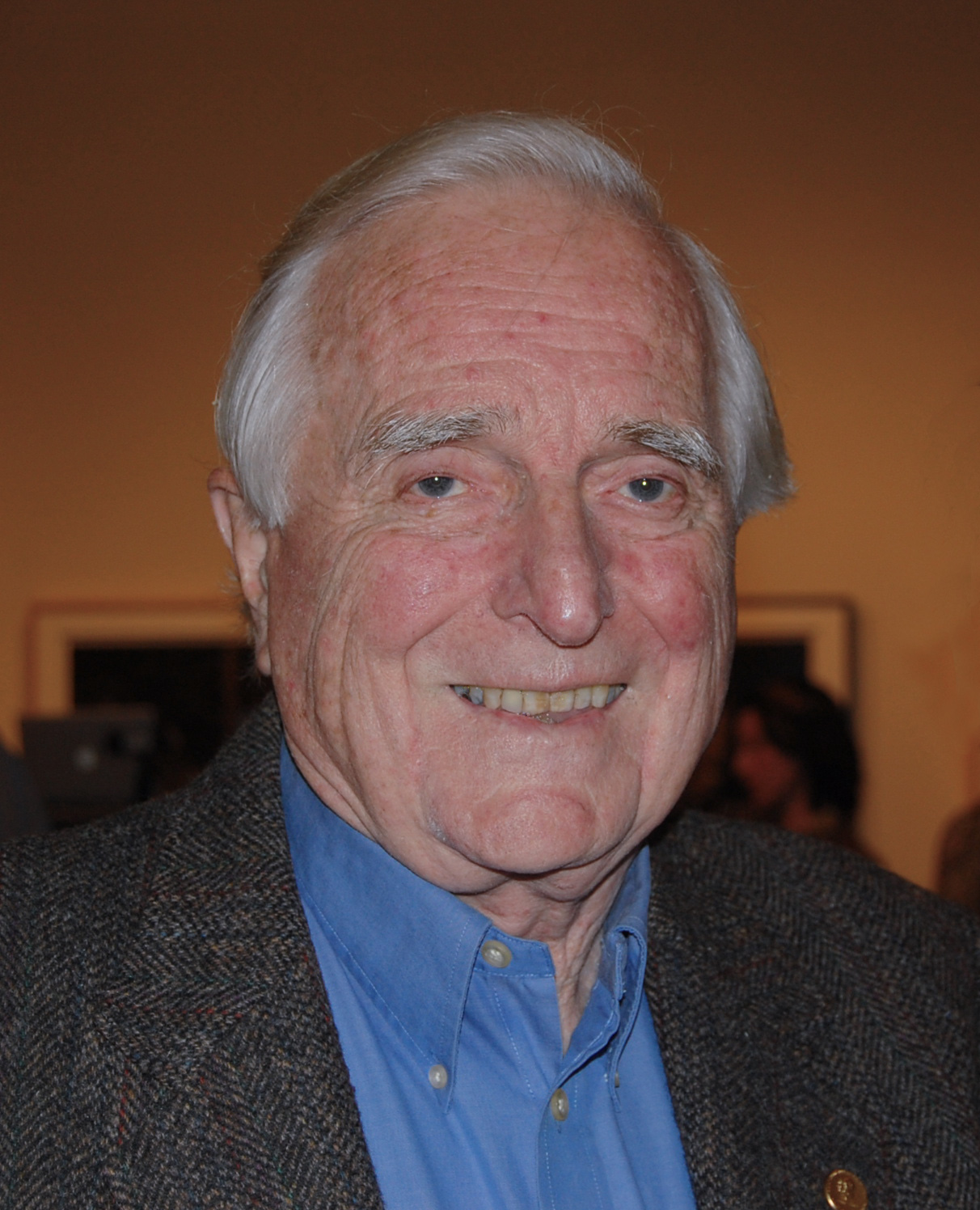
Douglas Engelbart, inventator american, pionier al Internetului
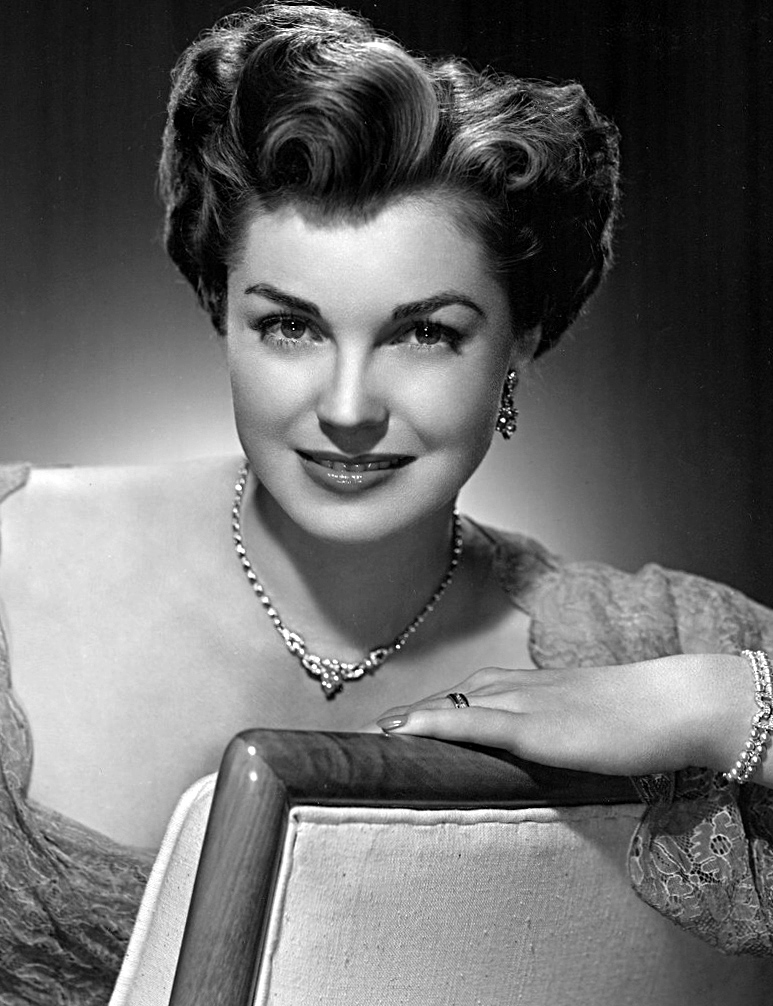
Esther Williams, înotătoare și actriță americană
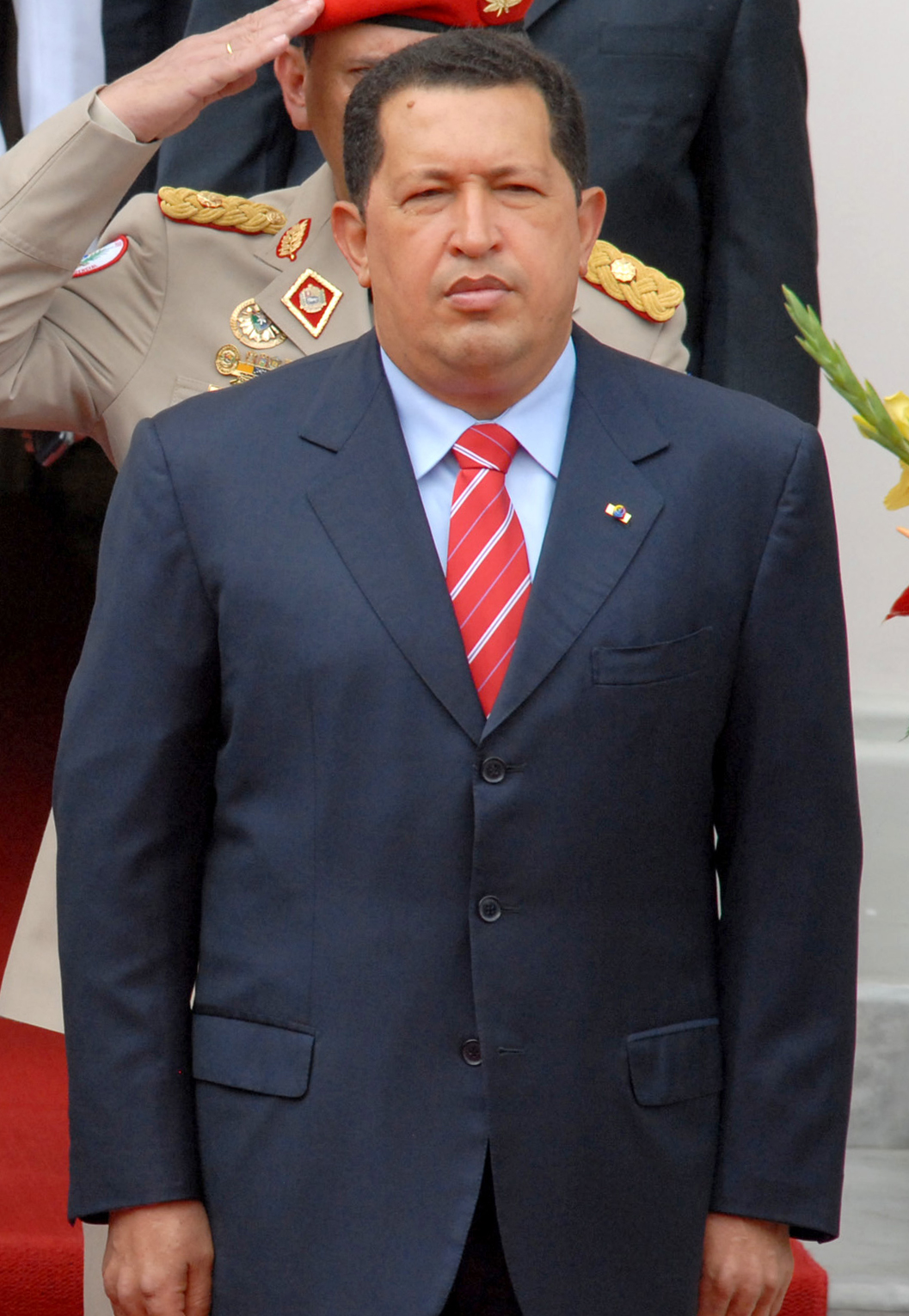
Hugo Chávez, președinte al Venezuelei
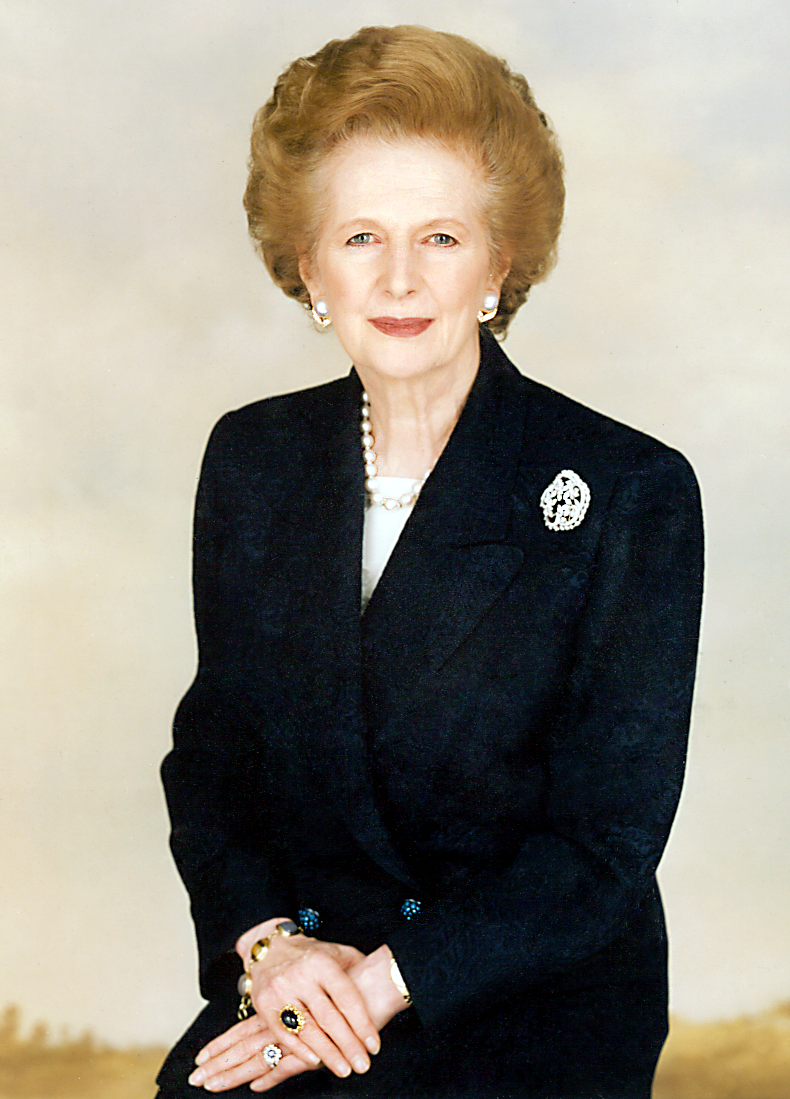
Margaret Thatcher, politiciană britanică, prim-ministru al Regatului Unit
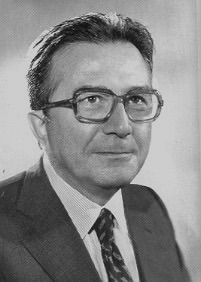
Giulio Andreotti, politician italian
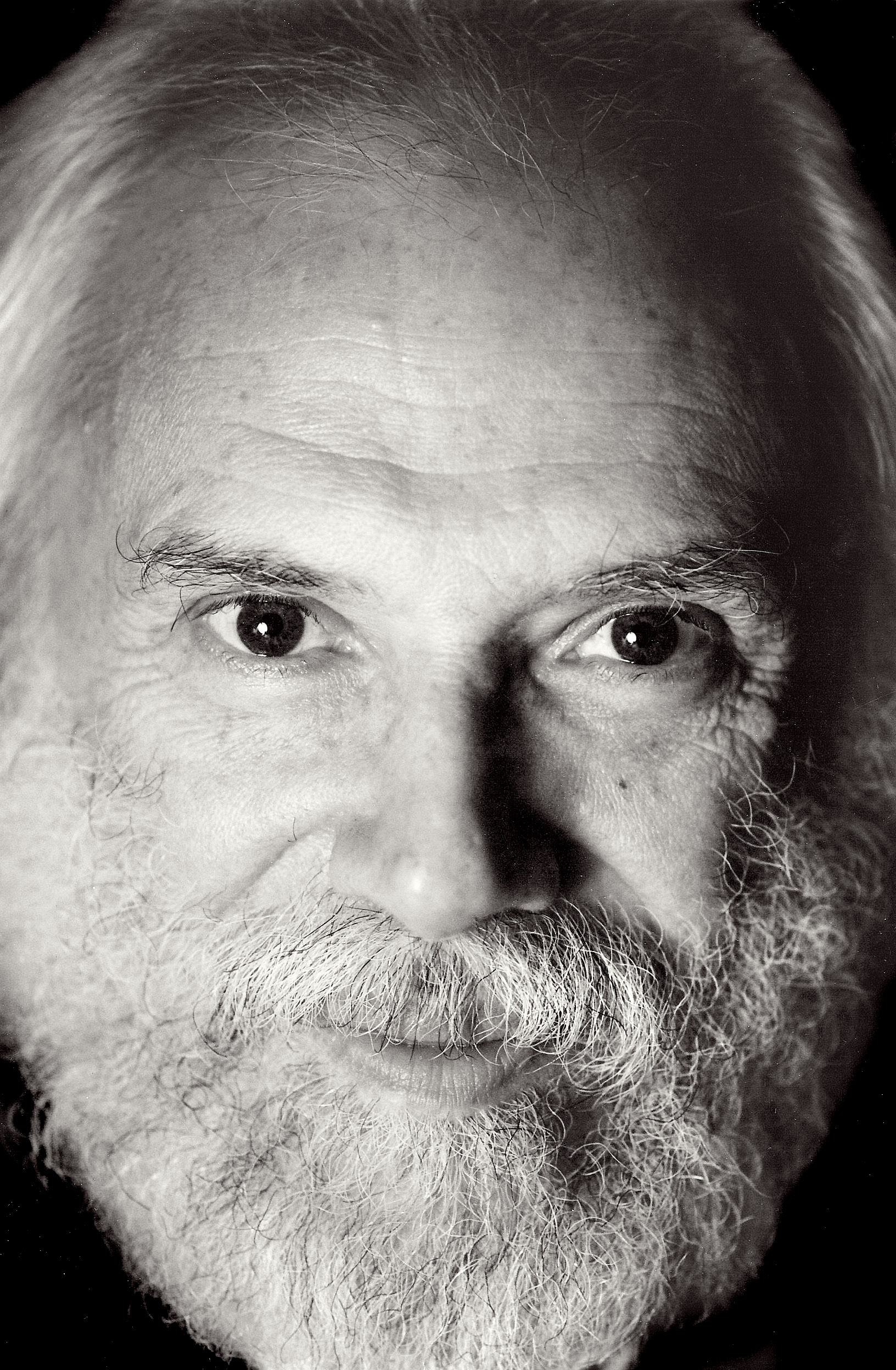
Georges Moustaki
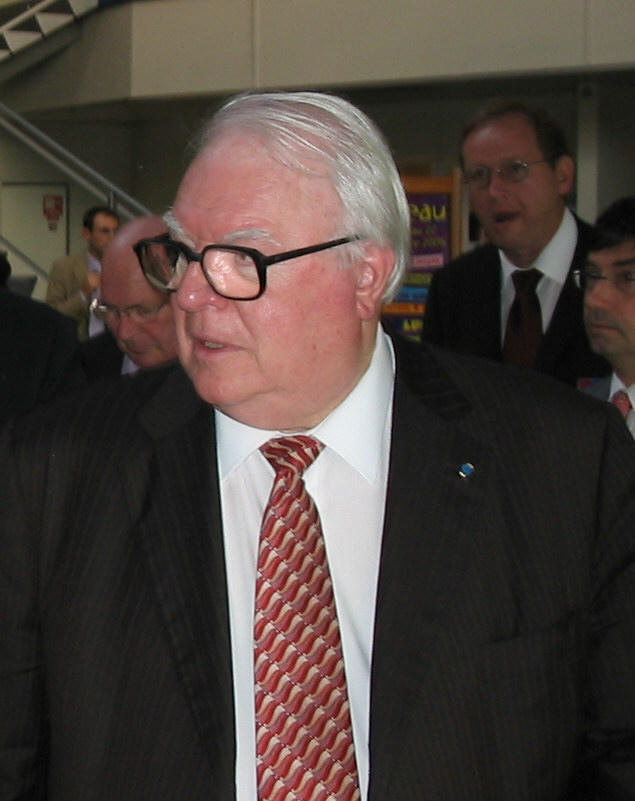
Pierre Mauroy, politician socialist francez
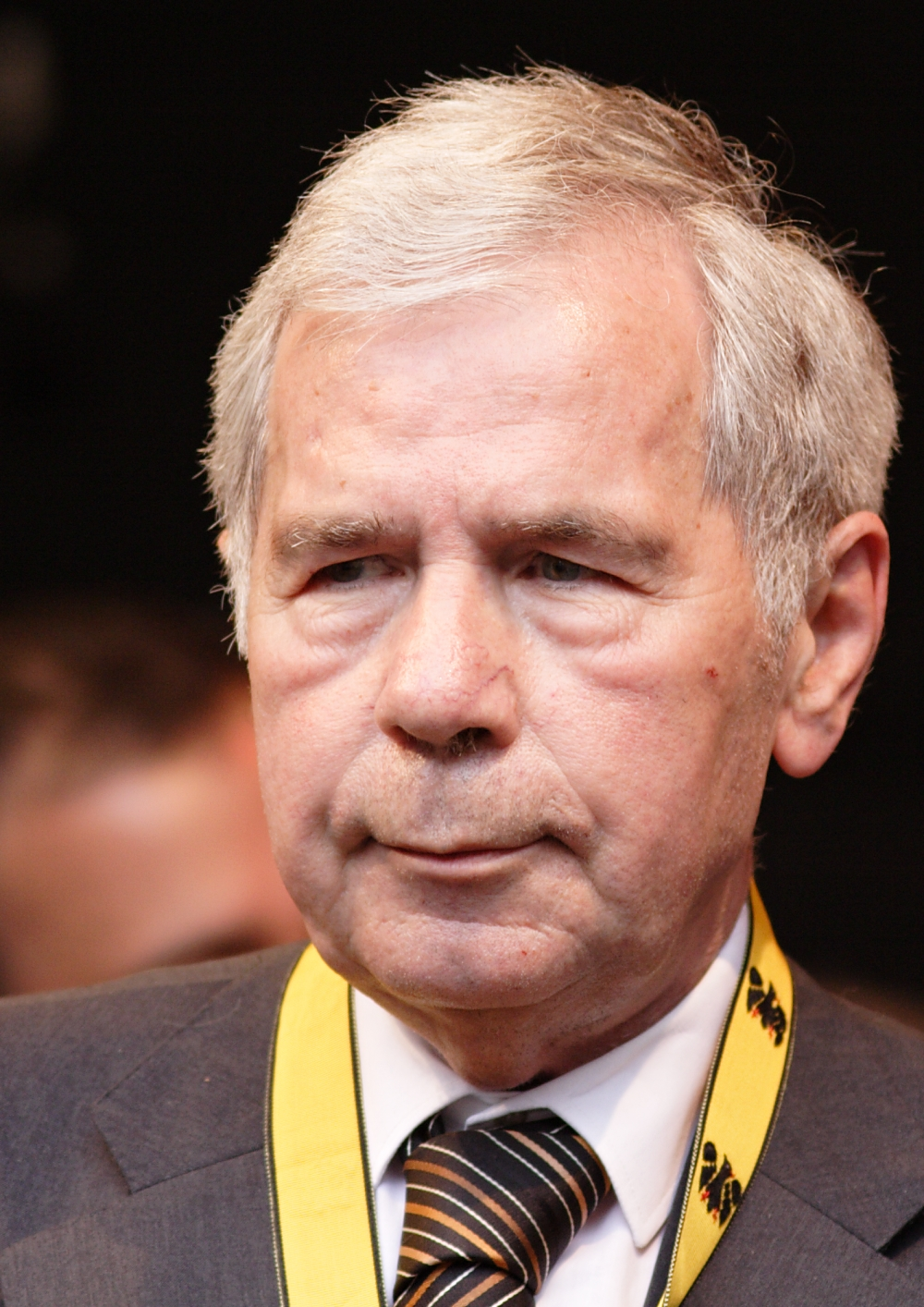
Gyula Horn, politician maghiar, prim-ministru al Ungariei
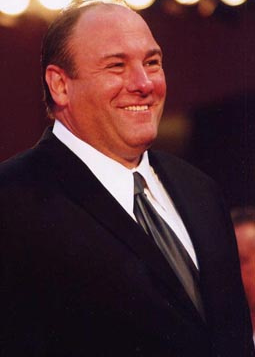
James Gandolfini, actor american de origine italiană
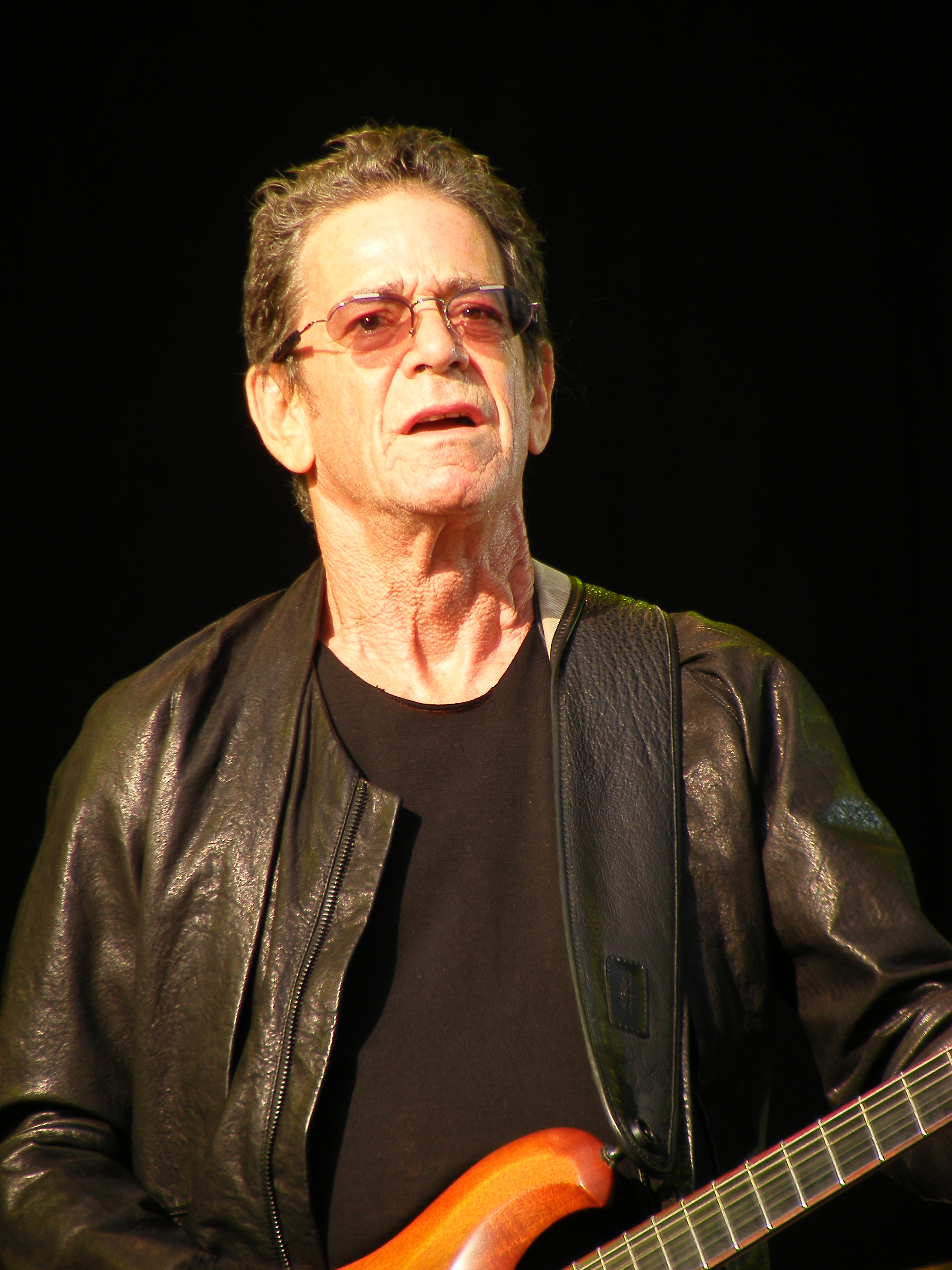
Lou Reed, muzician, cântăreț, textier și cantautor evreu-american
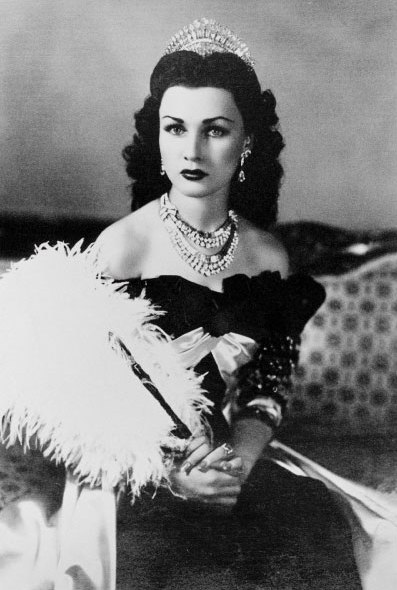
Prințesa Fawzia a Egiptului
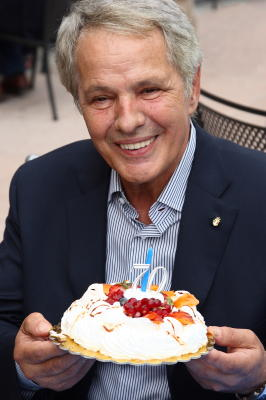
Giuliano Gemma, actor italian
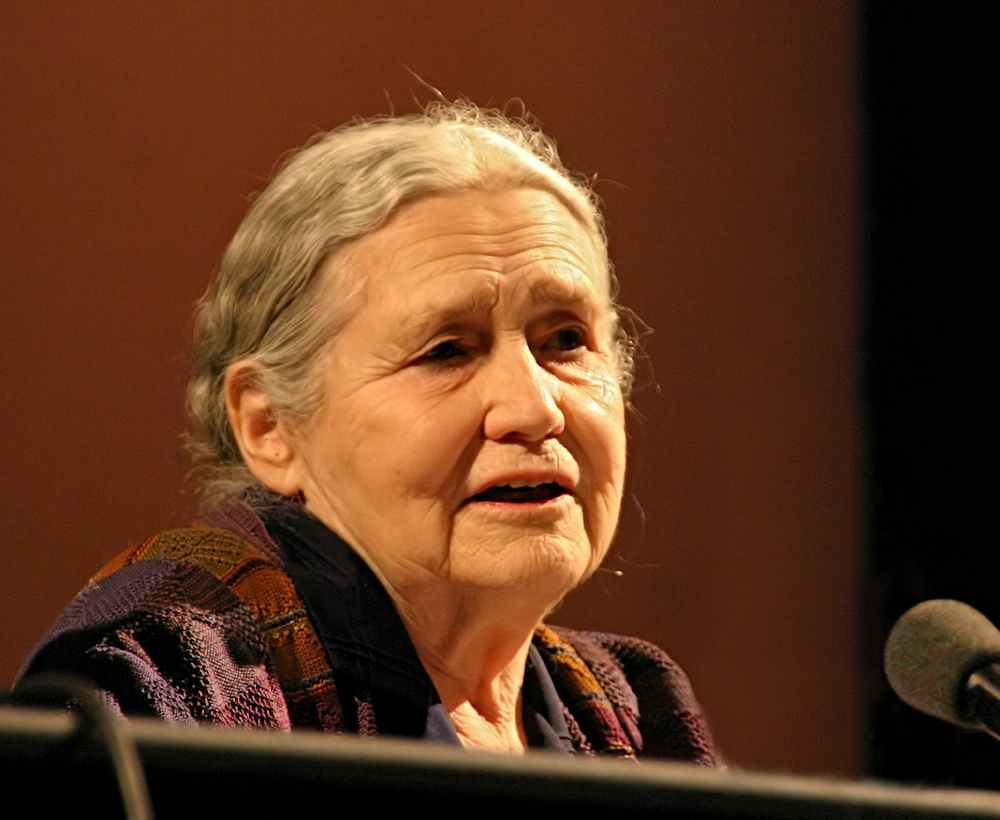
Doris Lessing, romancieră, poetă și dramaturgă britanică
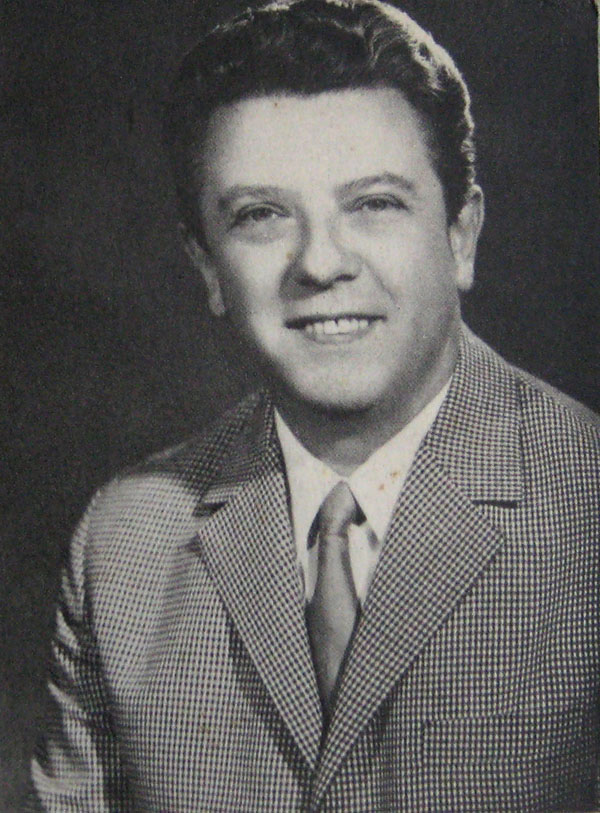
Temistocle Popa, compozitor, instrumentist și actor român
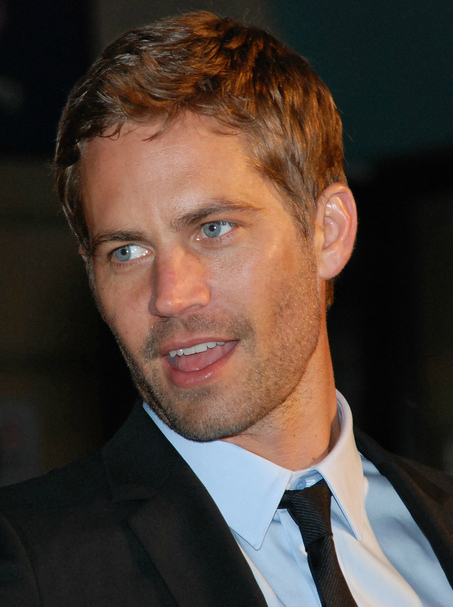
Paul Walker, actor american
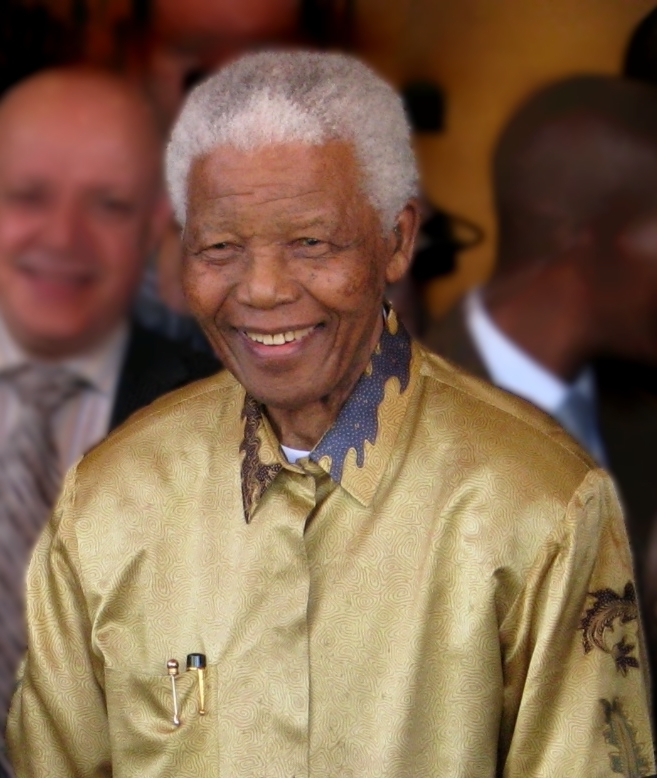
Nelson Mandela, politician sud-african, președinte al Africii de Sud
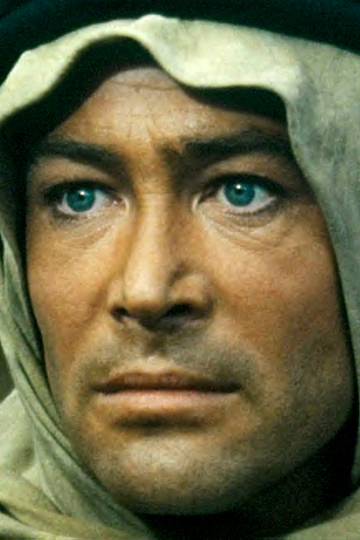
Peter O'Toole, actor britanic de origine iralndeză
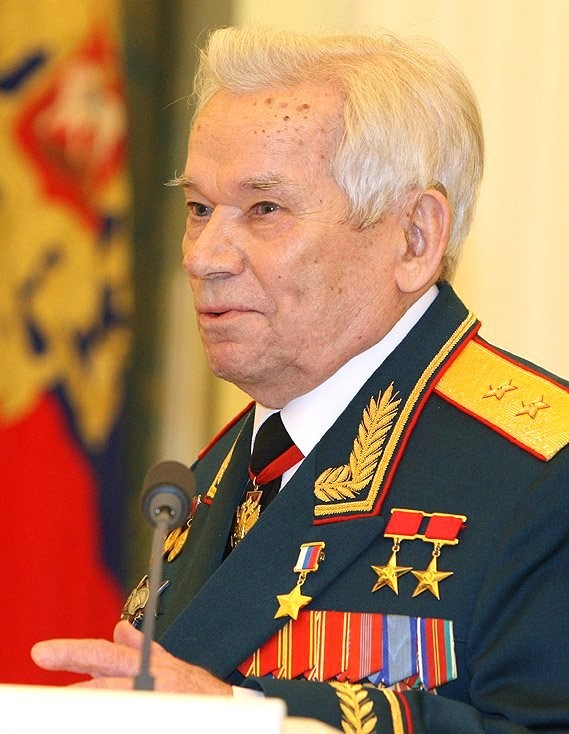
Mihail Kalașnikov, proiectant rus de arme de foc
Radu Vasile, politician și istoric român
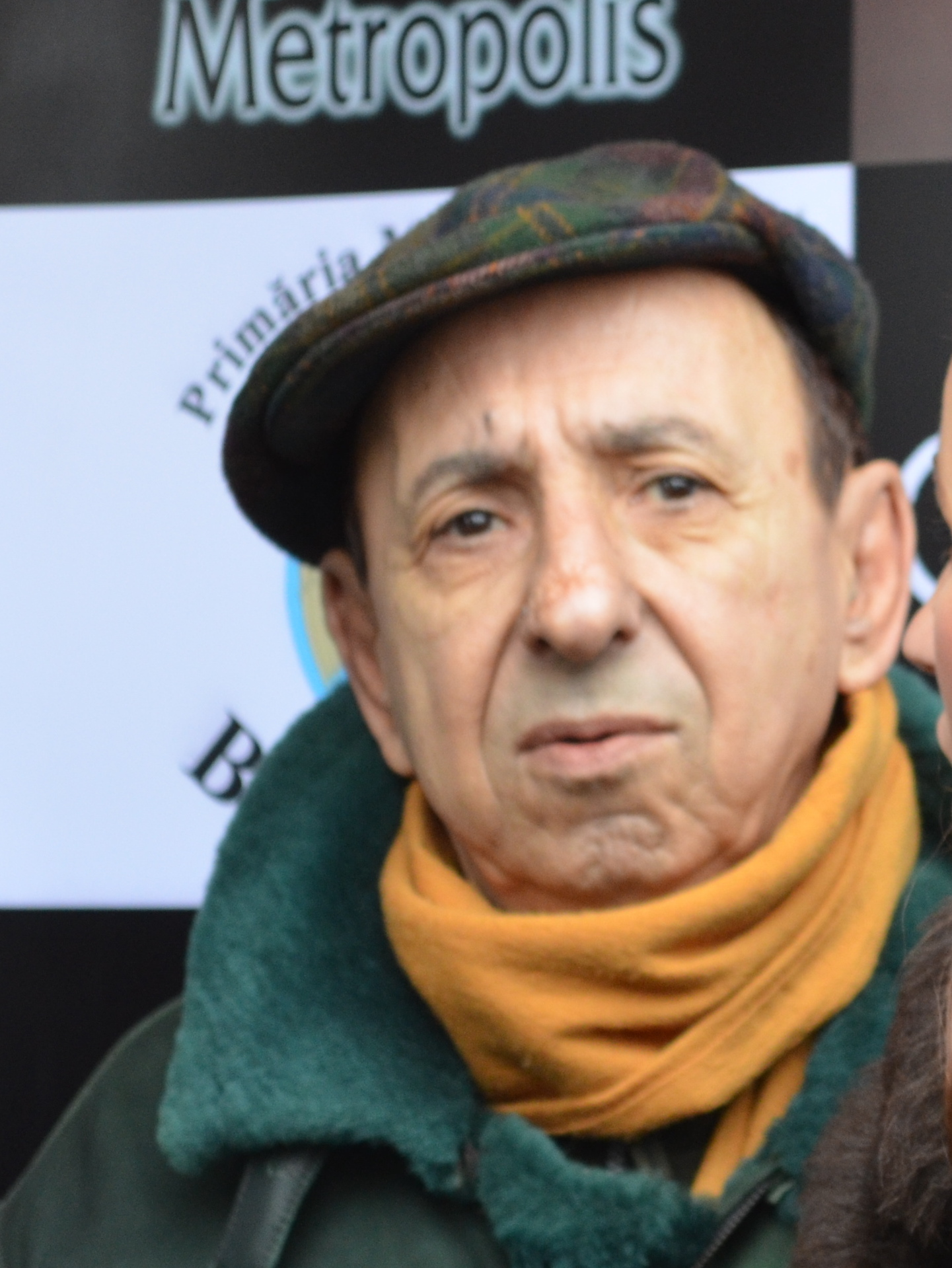
Nae Lăzărescu, actor român de comedie

## Premii Nobel
- Medicină: James E. Rothman, Randy W. Schekman (SUA), Thomas C. Südhof (Germania) „pentru descoperirile în domeniul sistemului care reglează traficul intracelular, un sistem major de transport din celulele omenești".
- Fizică: François Englert (Belgia), Peter Higgs (Regatul Unit) "pentru descoperirea particulei lui Dumnezeu"
- Chimie: Martin Karplus, Michael Levitt, Arieh Warshel (SUA) "pentru dezvoltarea de modele multiscale pentru sisteme chimice complexe".
- Economie: Eugene F. Fama, Lars Peter Hansen, Robert J. Shiller (SUA) "pentru lucrările lor în domeniul analizei prețurilor pe piețele financiare".
- Literatură: Alice Munro (Canada), „maestră a nuvelei contemporane”.
- Pace: Organizația pentru Interzicerea Armelor Chimice „pentru eforturile sale susținute de a elimina armele chimice"